# Mozambique
Mozambique, oficialmente la República de Mozambique (en portugués: República de Moçambique), es un país situado al sureste de África, a orillas del océano Índico. Limita al norte con Tanzania y Malaui, al noroeste con Zambia, al oeste con Zimbabue, al suroeste con Suazilandia, al sur y al suroeste con Sudáfrica y al este con el océano Índico, donde colinda marítimamente con Madagascar, Comoras y los territorios franceses de Isla Europa, Juan de Nova y Bassas da India. El origen de su nombre es Msumbiji, el puerto suajili en la Isla de Mozambique.
Su territorio está conformado por once provincias, divididas en 154 distritos. Su capital es Maputo y su ciudad más poblada, Matola.
Entre los siglos I y V, pueblos bantúes emigraron al actual Mozambique desde el norte y el oeste. Entre los siglos VII y XI, se desarrollaron ciudades portuarias suajilis, que contribuyeron al desarrollo de una cultura e idioma suajili propios. A finales de la Edad Media, estas ciudades fueron frecuentadas por mercaderes de Somalia, Etiopía, Egipto, Arabia, Persia e India. Vasco da Gama exploró sus costas en 1498 y Portugal lo colonizó en 1505. Mozambique declaró su independencia el 25 de junio de 1975, entrando en vigor su primera constitución y convirtiéndose el país en la República Popular de Mozambique. El país fue escenario de una guerra civil que duró desde 1977 hasta 1992, dejando hasta dos millones de minas terrestres, muchas de ellas todavía activas. En 1994, Mozambique celebró sus primeras elecciones multipartidistas y desde entonces se ha mantenido como una república presidencial relativamente estable, aunque a la fecha enfrenta una insurgencia de baja intensidad.
El país es uno de los países más pobres del mundo, ocupando un lugar bajo en PIB per cápita, índice de desarrollo humano, medidas de desigualdad y esperanza de vida, sin embargo, desde el final de la guerra civil, su calidad de vida ha mejorado notablemente. Desde 2001, el crecimiento económico de Mozambique se ha encontrado entre los más altos del mundo. La economía del país se basa principalmente en la agricultura, con un creciente sector turístico e industrial, centrado principalmente en alimentos y bebidas, fabricación de productos químicos y la producción de aluminio y petróleo. 
Su idioma oficial es el portugués, que es hablado por aproximadamente la mitad de la población principalmente como segundo idioma. Idiomas nativos comunes incluyen makua, makonde y suajili. Más del 99 % de la población de 31 millones es bantú y su principal religión es el cristianismo, con minorías significativas que siguen el islam y religiones tradicionales africanas. El país es miembro de la Comunidad de Países de Lengua Portuguesa, la Unión Africana y la Mancomunidad de Naciones, siendo considerado como observador de la Francofonía.

## Etimología
Los portugueses pusieron el nombre Mozambique, inspirándose en la isla de Mozambique, que deriva de Musa al Biq, Mossa al Bique o Mussa Ben Mbiki, un comerciante árabe que visitó y se estableció en dicha isla.

## Historia
Los primeros habitantes de Mozambique fueron cazadores y recolectores khoisan, ancestros de los pueblos khoikhoi. Aunque no se han encontrado muchos restos fósiles de homínidos, es razonable pensar que por su ubicación en el lugar donde se pudo dar el origen de los humanos modernos, el actual territorio de Mozambique lleva muchos miles de años poblado.
Varios hallazgos arqueológicos permiten el estudio de eventos cruciales de la prehistoria de Mozambique,[cita requerida] como el establecimiento de los pueblos bantúes en el s. III d. C., los cuales introdujeron la metalurgia entre los siglos I y IV d. C. durante su tercera fase de expansión. Además de su pericia en el trabajo con hierro, los bantúes eran buenos agricultores, cultivando cereales, raíces alimenticias y diferentes árboles y teniendo ganado y animales de cría más pequeños, lo que produjo un aumento demográfico y una consecuente expansión a lo largo del océano Índico y al sur y sureste a lo que hoy es Zimbabue y al oeste de la actual Mozambique. Además de los bantúes hubo otros pueblos agricultores y cuidadores de ganado en el área de la actual Mozambique. La más conocida de las organizaciones administrativas de los bantúes fue el Imperio Monomotapa.
A finales del s. x d. C., grupos de nyika emergieron en la zona sur-central de Mozambique. También en el s. x d. C., un asentamiento conocido como Mapungubwe, que incluía a muchos nyikas, se desarrolló en la zona superior del río Limpopo.

### Presencia árabe y asiática

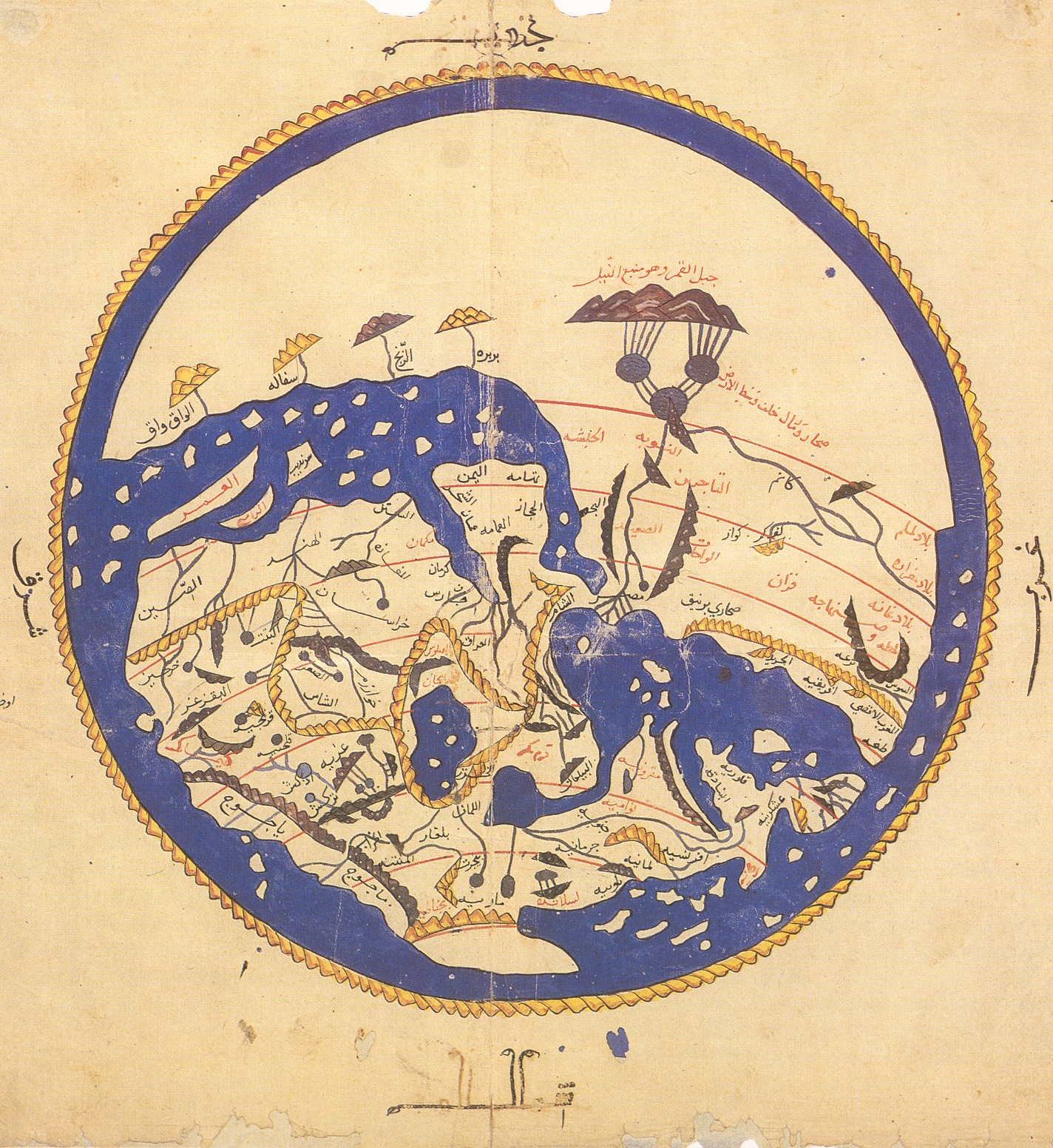
Planisferio de Al Idrisi.

En el s. VIII d. C. comerciantes árabes empezaron a comerciar en lo que hoy es Mozambique, trayendo cerámica, tela, vidrio, sal y metales y comprando oro, aceite de palma, cuernos de rinocerontes y marfil. Además persas, chinos e indonesios viajaron a la costa para comerciar. En el s. X d. C., el explorador Al-Masudi describió una importante actividad comercial en el golfo Pérsico y en Bilad as Sofala. «Sofala (ciudad cercana a la actual Beira), fundada por los shirazis a fines del siglo X, fue el punto de contacto de dos pujantes culturas de África: la musulmana y comercial de la costa este, y la animista y metalúrgica de Zimbabue.»
Por su parte, el geógrafo Al-Idrisi cuenta que en el siglo XII la actual provincia de Sofala era una importante fuente de hierro, oro y pieles, señalando asimismo que en esa época China e India ya sostenían estables relaciones comerciales con África Oriental.
Hacia el siglo XIII había en la costa oriental africana entre treinta y cuarenta ciudades-estado suajilis. En Mozambique, su extrema extensión meridional fue la localidad de Angoche. Muchos puertos de la actualidad, como Isla de Mozambique, Ibo, y probablemente Inhambane, fueron construidos en antiguas localidades comerciales suajilis.
Se considera que el explorador chino Zheng He en sus viajes casi llegó al canal de Mozambique en los años 1410.
«En el siglo XIV, las ciudades comerciales árabes africanas, o suajilis, florecían a lo largo de la costa desde Somalia, en el norte, hasta Kilwa, en lo que hoy es el sur de Tanzania. A lo largo de la costa septentrional de Mozambique, hasta Angoche, se desarrollaron sultanatos suajilis más pequeños. En el siglo XVI había surgido una serie de mercados en toda la región, sostenidos por el comercio intrarregional de materias primas y el comercio a larga distancia de oro, cobre, marfil y esclavos.»

### Colonización europea

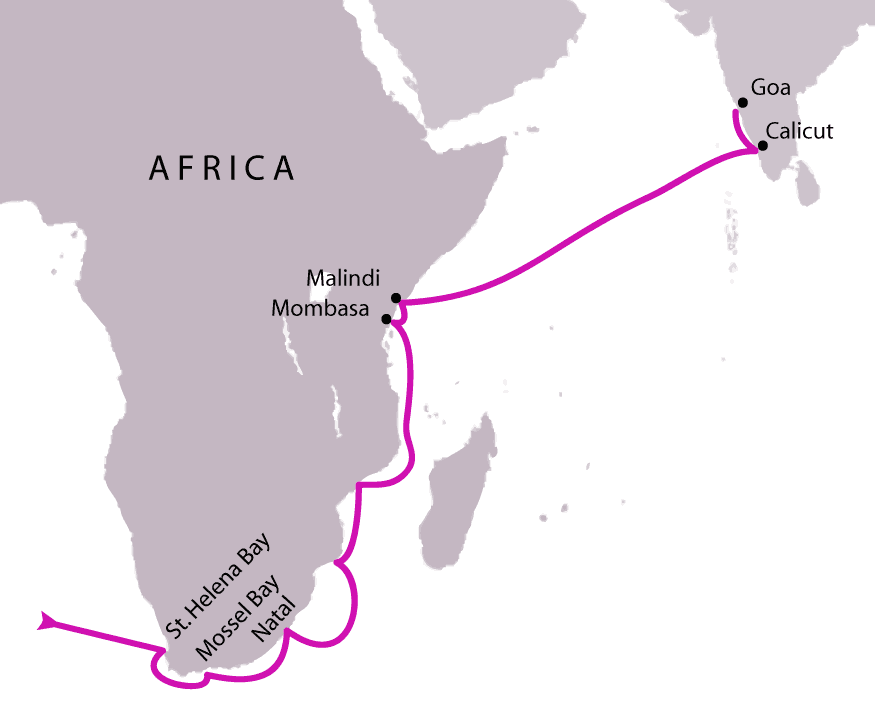
Primer viaje de Vasco da Gama, que definió la historia de África Oriental en el.

La época colonial empezó en 1505, cuando los portugueses erigieron un fuerte en Sofala, y duró hasta 1975, cuando Mozambique logró su independencia completa de Portugal.
El viaje de Vasco da Gama alrededor del Cabo de Buena Esperanza en 1498 marcó la entrada de Portugal en el comercio, la política y la sociedad del océano Índico. En efecto, desde 1500 los puestos comerciales portugueses se convirtieron en puertos permanentes en la nueva ruta hacia el oriente, de modo que en 1505 se tomó la decisión de ocupar África Oriental. Además, en 1507 se fundó un asentamiento permanente en la Isla de Mozambique, lográndose hacia 1530 el objetivo de tener bajo control portugués la zona.
Controlado el puerto de Sofala a principios del siglo XVI, grupos de comerciantes portugueses se adentraron en busca de oro, organizando guarniciones y puestos comerciales en Vila de Sena y Tete en el río Zambeze, buscando establecer un monopolio.

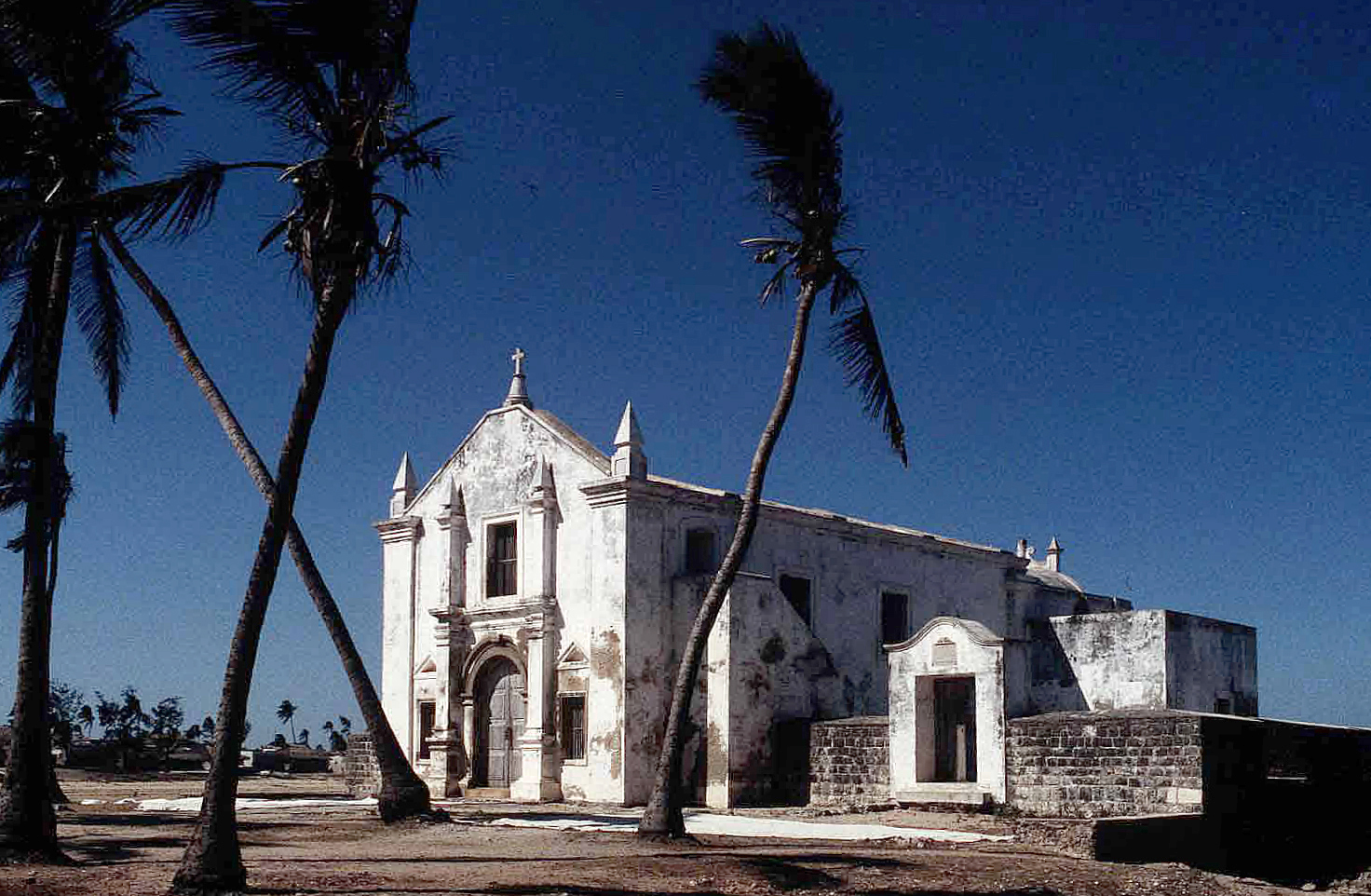
Templo católico en la Isla de Mozambique, herencia de la colonización portuguesa.

Durante ese período, la mayor amenaza para la hegemonía portuguesa la constituyeron los turcos, quienes entre 1538 y 1553 lanzaron varios ataques desde el mar Rojo y el golfo Pérsico. Dichos avances, sin embargo, no pudieron prosperar debido a las dificultades de aprovisionamiento de maderas para construir barcos. Además, los esfuerzos defensivos portugueses tuvieron como consecuencia debilitar su poderío naval. Por eso se abrió una brecha aprovechada por los británicos y neerlandeses para extenderse hacia el Oriente. 
El área de la actual Mozambique perteneció a España desde 1580 a 1640, por su unión con Portugal.[cita requerida] Por su parte, los franceses solo comenzaron sus exploraciones a principios del siglo XVII, fundando su Compañía francesa de las Indias Orientales en 1664. En su afán por conservar su monopolio comercial y sus intereses estratégicos en la zona, los portugueses no dudaron en difundir toda clase de temores para crear una atmósfera de extrema hostilidad hacia los otros europeos.
Con los ingleses (en 1635) y neerlandeses (en 1640) se firmó la paz, propiciada entre otros por las tres derrotas neerlandesas en los años 1600, en sus intentos de establecerse en la zona, así como por las dificultades de navegación que presenta el canal de Mozambique.

### Consolidación portuguesa

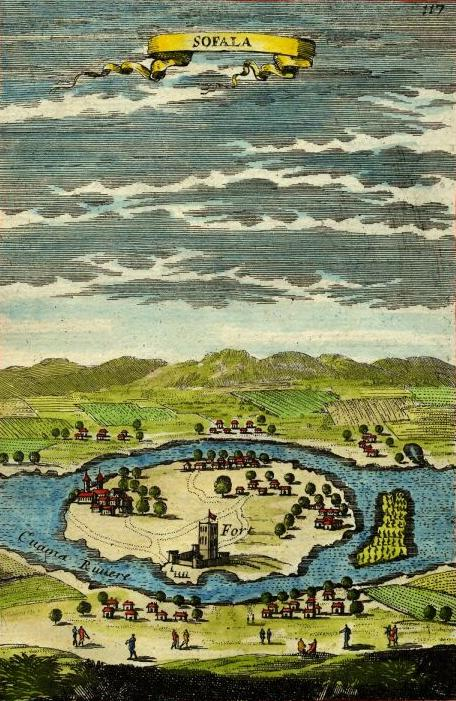
Sofala en 1683.

El Imperio portugués logró alejar de las costas de África oriental a sus competidores coloniales europeos. «Los portugueses trataron de legitimar y consolidar sus posiciones en el comercio y la colonización mediante la creación de prazos (concesiones de tierra) vinculados a la ocupación europea. Aunque en un principio los prazos fueron desarrollados para ser dirigidos por europeos, a través de los matrimonios mixtos se convirtieron en centros lusoafricanos o luso-indígenas, defendidos por grandes ejércitos de esclavos africanos llamados chikunda.»
En Mozambique jefes tribales africanos vendieron esclavos a europeos y se practicó la esclavitud por parte de comerciantes árabes, persas e indios y por parte de portugueses (prazeiros). De hecho, entre 1500 y 1800, cerca de un millón de personas de lo que hoy es Mozambique y Madagascar fueron vendidas como esclavos.
Aunque la influencia portuguesa se expandió, su poder fue limitado y ejercido a través de algunos oficiales y colonos, a quienes se les garantizaba una gran autonomía. Si entre 1500 y 1700 fue posible controlar la expansión comercial árabe, con la caída de Fuerte Jesús en la Isla de Mombasa en 1698 (en la actualidad perteneciente a Kenia), los portugueses se encontraron en una situación desventajosa y su poder decreció. Como resultado, la inversión disminuyó mientras que Lisboa se consagró a realizar negocios más lucrativos con India y el Extremo Oriente, así como a la colonización de Brasil.

### SiglosXVIIIyXIX

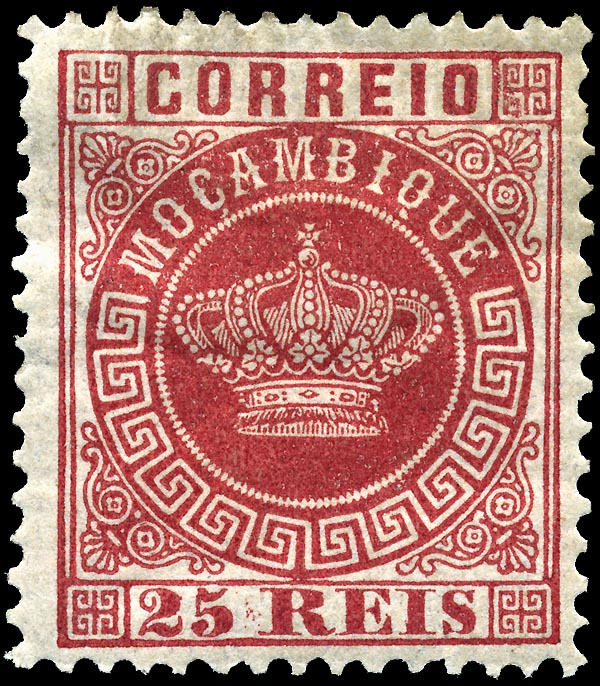
Sello postal de 1877.

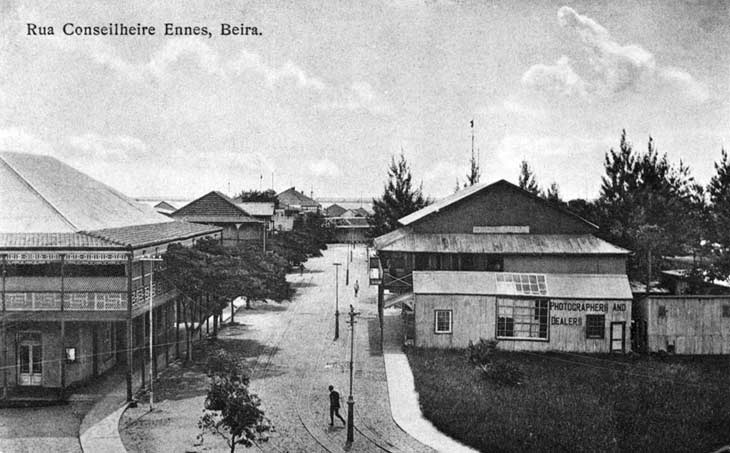
Calle de Beira a principios del.

Durante los siglos XVIII y XIX, los mazrui y árabes omaníes controlaron gran parte del comercio marítimo de la región, desplazando la influencia portuguesa hacia el sur. Hacia 1780, los portugueses habían perdido toda influencia al norte de Cabo Delgado debido a los avances omaníes. Muchos prazos desaparecieron en la primera mitad del siglo XIX.
En esa época, otros poderes coloniales como los imperios británico y francés (este último proveniente de Madagascar) se implicaron cada vez más en el comercio y en la política del África Oriental Portuguesa. En ese sentido, solo con el reparto de África durante la Conferencia de Berlín en 1885, la penetración lusa se transformó en una ocupación militar, lo que llevó durante los primeros años del siglo XX a una verdadera administración colonial.
En efecto, Portugal reclamó una franja de tierra desde Mozambique hasta Angola, lo cual fue aceptado por las autoridades imperiales alemanas, sus vecinos coloniales en la septentrional África Oriental Alemana, pero no por los británicos. Debido a las deudas de los portugueses, y a la capacidad militar portuguesa, más pequeña que la británica, en 1891 Portugal se vio obligado renunciar a sus pretensiones y a aceptar las líneas definidas por los británicos. En ese sentido, aunque el mapa de Mozambique se definió por los cuatro siglos bajo dominación portuguesa, el resultado se debe más a una secuencia azarosa de intentos de expansión, que a una política exitosa.

### sigloXX
A principios del siglo XX, los portugueses habían trasladado la mayor parte de la administración a grandes compañías privadas, como la de Mozambique (actuales provincias de Manica y Sofala), la de Zambezia o la de Niassa (actuales provincias de Cabo Delgado y Niassa), dirigidas y financiadas principalmente por el Reino Unido, que establecieron líneas férreas para comunicar Beira con Nyasaland y Rodesia del Norte, y desarrollaron plantaciones de azúcar, copra y sisal.
Aunque se abolió oficialmente la esclavitud, a finales del siglo XIX las compañías aplicaron políticas de trabajo forzado, suministrando hombres para el trabajo en las minas y en las plantaciones de las colonias británicas vecinas, lo mismo que de Sudáfrica. La Compañía de Zambezia, la más rentable, se apropió de varios prazeiros, y estableció puestos militares de avanzada. Se construyeron rutas, puertos y otras vías de comunicación, en particular una vía férrea que unía Zimbabue y el puerto de Beira.

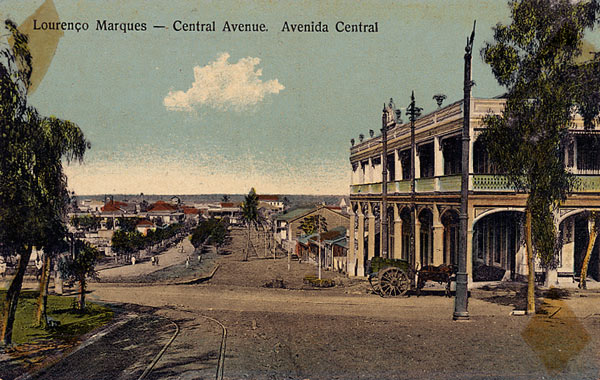
Avenida central de Lourenço Marques (actual Maputo) en 1905.

Debido a sus malos resultados, bajo el Estado Novo de Salazar, el control del Imperio portugués aumentó y las concesiones no fueron renovadas, por lo cual en 1929 desapareció la Compañía de Niassa y en 1942 la de Mozambique. En 1951 todas las colonias portugueses de África fueron rebautizadas como Provincias Ultramarinas de Portugal.
Durante este período se intensificó la concentración de poder en manos de compañías y particulares portugueses.

### Independencia
En los años 1950, los portugueses lanzaron una serie de planes de desarrollo para extender y modernizar la infraestructura nacional de transporte y de comunicaciones. Los buenos precios de los productos tropicales de la posguerra favorecieron la economía, lo cual no fue favorable para la población nativa, que sufrió graves limitaciones de movilidad debido a la falta de oportunidades, causadas principalmente por la llegada de colonos portugueses, lo cual empeoró las relaciones entre las dos comunidades.
A medida que las ideologías comunistas y anticoloniales se extendieron por el continente, se crearon muchos movimientos políticos favorables a la independencia de Mozambique. Estos alegaban que como las políticas y los planes de desarrollo estaban diseñados para favorecer a los portugueses, se le había prestado muy poca atención a la integración tribal y al desarrollo de sus comunidades nativas.

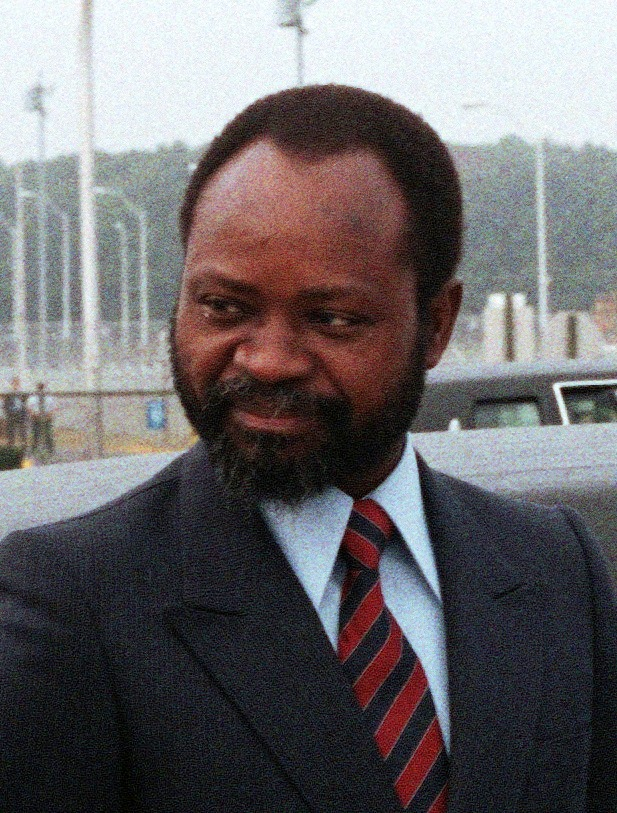
Samora Moisés Machel, presidente durante el gobierno de Frelimo entre 1975 y 1986.

El Frente de Liberación de Mozambique (Frelimo) comenzó una guerra de guerrillas contra el régimen portugués en 1964. Junto a las luchas en África Occidental Portuguesa (actual Angola) y Guinea portuguesa (actual Guinea-Bisáu), Mozambique hizo parte de la guerra colonial portuguesa, que tuvo lugar entre 1961 y 1974. «Hacia 1974 fuerzas del Frelimo podían moverse en la mayoría de la zona septentrional con relativa libertad y se habían infiltrado en zonas del centro de Mozambique, aunque las zonas urbanas, la mayor parte del sur y el litoral hasta Nacala en el norte seguían aún en manos portuguesas.» El Frelimo no espera la retirada de las tropas portuguesas de Angola para desarrollar su propia administración en las regiones liberadas. El número de escuelas y de alfabetización está aumentando, se están creando centros de salud y se están desarrollando cultivos agrícolas, organizados por el movimiento. En 1973, se crearon los primeros «comités del partido», así como la «Escuela del Partido», responsable de la formación ideológica de sus dirigentes. Aunque hay poca documentación sobre la organización política de estas regiones, parece que Frelimo ha intentado animar a los agricultores a participar en la toma de decisiones en lugar de confiar el poder a sus representantes.
En 1975, tanto por la acción de la guerrilla como por los efectos de la Revolución de los Claveles en Portugal, Mozambique obtuvo su independencia junto al resto de las regiones que aún pertenecían al Imperio colonial portugueso. Mozambique se convirtió en la República Popular de Mozambique. «El gobierno del Frelimo decretó la nacionalización de la enseñanza, la atención médica, la banca extranjera y de varias trasnacionales. Se promovieron aldeas comunales que nucleaban campesinos dispersos, se organizaron formas colectivas de producción y se racionalizó la asistencia médica, técnica y educativa. En 1977, el Tercer Congreso del Frelimo, en Maputo, se definió por el socialismo, adoptando el marxismo-leninismo como orientación ideológica.» Poco después de la independencia, comienza una guerra civil entre el Frelimo, apoyado por la Unión Soviética y Cuba, y la opositora Resistencia Nacional Mozambiqueña (Renamo), apoyada por Sudáfrica y Estados Unidos. El régimen de Samora Machel emprende una lucha autoritaria contra el tribalismo y está tratando de reducir la influencia de las religiones, que serán mal aceptadas por parte de la población.

### Después del conflicto
La guerra civil duró tres lustros, extendiéndose desde 1977 hasta 1992, año en que se firmó un acuerdo de paz entre el Frelimo y la Renamo, con el cual cesaron los combates. Las Naciones Unidas quedaron en el país con 6 400 soldados durante un período de transición de dos años después de la guerra. El primer grupo, que antes se había autodescrito como un partido marxista-leninista, realizó importantes concesiones en aras del proceso de paz. El país pasó a ser miembro del Banco Mundial y del Fondo Monetario Internacional en 1984, y adoptó una economía de mercado bajo un programa de ajuste estructural. Varios años después, se introdujo una nueva constitución que terminó el unipartidismo de Frelimo y el socialismo. El Renamo dejó de cometer actos de agresión contra la población civil y se convirtió en un partido político legítimo. Además de Frelimo y Renamo se formaron otros partidos políticos más pequeños.
En diciembre de 2004, Mozambique atravesó una delicada transición cuando Joaquim Chissano, tras dieciocho años como presidente, dejó el poder. Su sucesor, Armando Emílio Guebuza, prometió darle continuidad a las exitosas políticas económicas que favorecieron la inversión extranjera, lo cual explica —entre otras cosas— por qué desde el final de la guerra civil se ha registrado un buen crecimiento económico, en gran medida gracias al proceso de reconstrucción y a la anulación de la deuda. A pesar del crecimiento económico en los años 2000 y particularmente después de 2010, la mayoría de los mozambiqueños no pudieron sacar provecho de esto y más de la mitad de la población vivía en condiciones de pobreza.
Todavía hubo enfrentamientos esporádicos entre la Renamo y fuerzas gubernamentales, lo que culminó en la derogación del acuerdo de paz de 1992, que había puesto fin a la guerra civil. A finales de agosto de 2014 se alcanzó un nuevo acuerdo de paz, que fue firmado el 5 de septiembre del mismo año. Después de las elecciones presidenciales y legislativas de octubre de 2014, ganadas, con pérdidas, por el Frelimo, las tensiones entre Frelimo y Renamo crecieron de nuevo, culminando en combates a finales del año 2015 y en el año siguiente, causando una oleada de refugiados a Malaui. Negociaciones de paz empezaron a mediados de 2016 y no finalizaron hasta agosto de 2019. Las elecciones presidenciales y legislativas de este año fueron generalmente pacíficas, aunque la Renamo, habiendo perdido las elecciones, se quejó de intimidación, irregularidades y fraude en las mismas. Filipe Nyusi de la Frelimo prestó juramento como presidente el 15 de enero de 2020, iniciando su segundo mandato.
Uno de los más difíciles efectos de la guerra fue la existencia de hasta dos millones de minas terrestres en las zonas rurales del país. Se han quitado las minas en algunas áreas con ayuda internacional, pero quedan muchas en el campo.

## Política

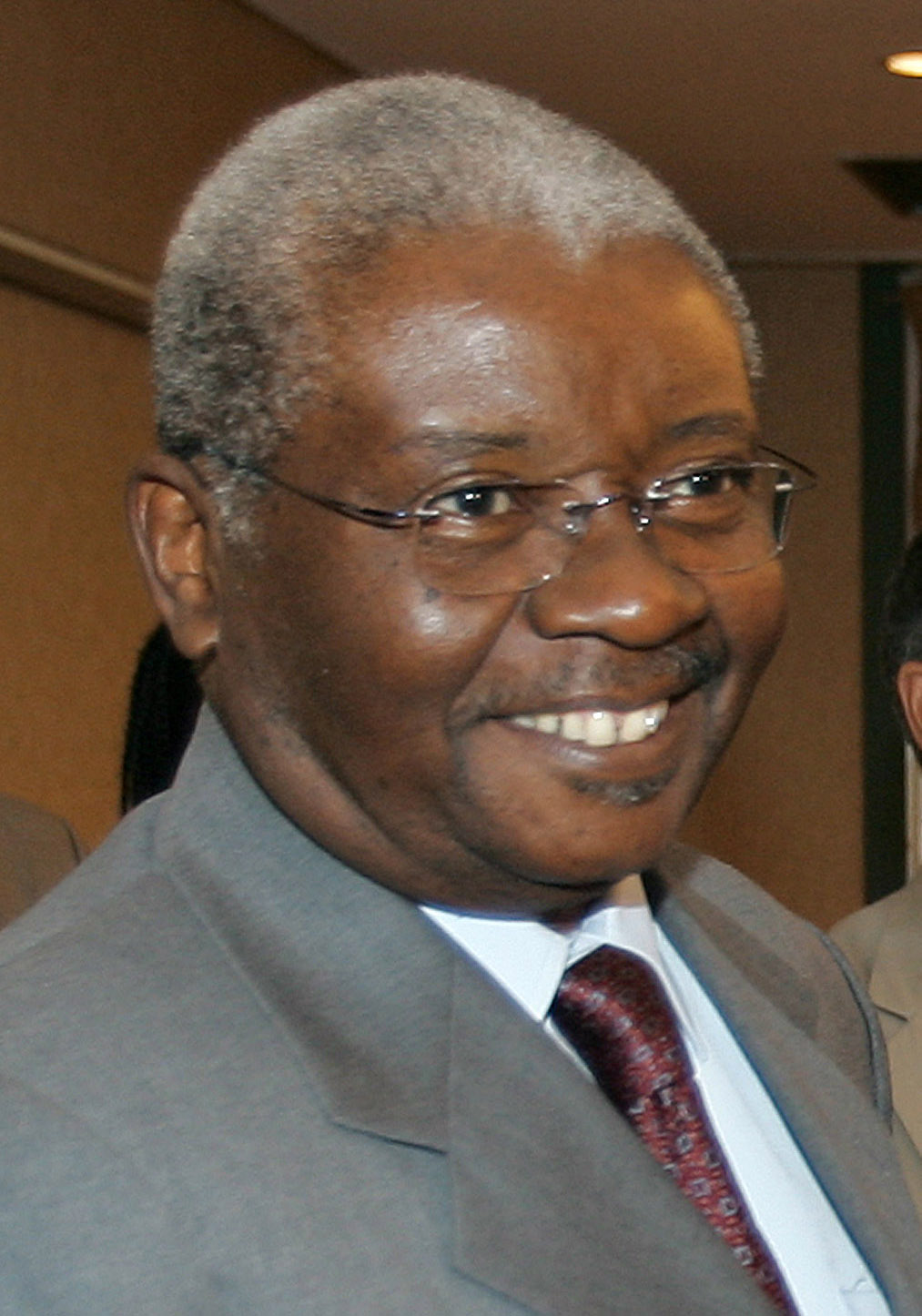
Armando Guebuza, el presidente entre 2005 y 2015

La constitución de Mozambique es de noviembre de 2004 y entró en vigor en enero de 2005.
El Parlamento llamado Asamblea de la República ejerce el poder legislativo. Es unicameral. Tiene 250 miembros elegidos por la población con derecho a voto por un período de cinco años.
Mozambique es una república presidencialista. El presidente se elige cada cinco años por la población con derecho a voto. Puede ser reelegido directamente una vez. Cinco años después de su último mandato puede ser designado candidato para las elecciones presidenciales de nuevo. Es jefe de Gobierno, jefe de Estado y comandante en jefe del ejército. El actual presidente de Mozambique es Daniel Chapo, de Frelimo, y la primera ministra es Maria Benvinda Levy.

### Historia política
El Frelimo fue el movimiento que luchó por la liberación nacional desde el inicio de la década de los sesenta. Después de la independencia, el 25 de junio de 1975, el exgrupo guerrillero pasó a controlar el poder. En 1978 se convirtió en un partido político marxista-leninista y su líder, Samora Machel, ocupó la presidencia del país en un régimen unipartidista. Ocupó el cargo desde la independencia del país hasta su muerte en 1986. Desde entonces gobernó hasta 2005 su sucesor Joaquim Chissano.
En 1990 fue aprobada una nueva constitución que transformó el Estado en una república multipartidista. La actual constitución es de 2004. El Frelimo permanece en el poder hasta hoy, habiendo ganado tres veces las elecciones multipartidistas realizadas en 1994, 1999 y 2004. La Renamo es el principal partido de la oposición.
El 15 de octubre de 2019 se eligieron el presidente, los miembros de la Asamblea de la República, los miembros de las Asambleas Provinciales y, por primera vez, también los gobernadores de las provincias. El Frelimo ganó todas estas elecciones, siendo elegidos entre otros, los diez candidatos del Frelimo para los gobernadores de las diez provincias. El partido de la oposición con el mayor número de votos fue la Renamo. Filipe Nyusi, de Frelimo, recibió el 73,4 % de los votos en las elecciones presidenciales.

### Derechos humanos
En materia de derechos humanos, respecto a la pertenencia a los siete organismos de la Carta Internacional de Derechos Humanos, que incluyen al Comité de Derechos Humanos (HRC), Mozambique ha firmado o ratificado:
| Mozambique | Tratados internacionales  | Tratados internacionales | Tratados internacionales | Tratados internacionales  | Tratados internacionales | Tratados internacionales | Tratados internacionales | Tratados internacionales | Tratados internacionales  | Tratados internacionales | Tratados internacionales | Tratados internacionales | Tratados internacionales  | Tratados internacionales  | Tratados internacionales | Tratados internacionales  | Tratados internacionales | Tratados internacionales |
| --- | ------------------------- | ------------------------ | --- | ------------------------- | --- | --- | ------------------------ | --- | ------------------------- | --- | ------------------------ | ------------------------ | ------------------------- | ------------------------- | ------------------------ | ------------------------- | ------------------------ | ------------------------ |
| Mozambique | CESCR                     | CESCR                    | CCPR | CCPR                      | CCPR | CERD | CED                      | CEDAW | CEDAW                     | CAT | CAT                      | CRC                      | CRC                       | CRC                       | CRC                      | MWC                       | CRPD                     | CRPD                     |
| Mozambique | CESCR                     | CESCR-OP                 | CCPR | CCPR-OP1                  | CCPR-OP2-DP | CERD | CED                      | CEDAW | CEDAW-OP                  | CAT | CAT-OP                   | CRC                      | CRC-OP-AC                 | CRC-OP-SC                 | CRC-OP-CP                | MWC                       | CRPD                     | CRPD-OP                  |
| Pertenencia | Ni firmado ni ratificado. | Sin información.         | Mozambique ha reconocido la competencia de recibir y procesar comunicaciones individuales por parte de los órganos competentes. | Ni firmado ni ratificado. | Mozambique ha reconocido la competencia de recibir y procesar comunicaciones individuales por parte de los órganos competentes. | Mozambique ha reconocido la competencia de recibir y procesar comunicaciones individuales por parte de los órganos competentes. | Sin información.         | Mozambique ha reconocido la competencia de recibir y procesar comunicaciones individuales por parte de los órganos competentes. | Ni firmado ni ratificado. | Mozambique ha reconocido la competencia de recibir y procesar comunicaciones individuales por parte de los órganos competentes. | Sin información.         | Firmado y ratificado.    | Ni firmado ni ratificado. | Ni firmado ni ratificado. | Sin información.         | Ni firmado ni ratificado. | Sin información.         | Sin información.         |
| Firmado y ratificado, firmado, pero no ratificado, ni firmado ni ratificado, sin información, ha accedido a firmar y ratificar el órgano en cuestión, pero también reconoce la competencia de recibir y procesar comunicaciones individuales por parte de los órganos competentes. |                           |                          | |                           | | |                          | |                           | |                          |                          |                           |                           |                          |                           |                          |                          |

En 2009 se registraron casos de graves violaciones de los derechos humanos: La libertad de prensa está muy restringida y los medios de comunicación independientes están obstruidos. Problemas sociales como la violencia doméstica, la discriminación de las mujeres, los abusos, la explotación, el trabajo forzado de los niños y la discriminación de las minorías sexuales y de las personas que viven con el VIH/sida siguen estando muy extendidos, tal y como documentan los informes anuales sobre derechos humanos del Departamento de Estado de Estados Unidos También siguen produciéndose agresiones, discriminación y actos de violencia basados en la orientación sexual de las personas. La homosexualidad no se considera un delito penal desde 2015.
En 2016 se produjeron violaciones de derechos humanos durante la reanudación de los combates entre las fuerzas gubernamentales y la RENAMO, según los informes. La expansión de una rama del grupo terrorista Estado Islámico desde 2015 agrava aún más la situación de los derechos humanos sobre todo en el norte del país.

### Sistema judicial
Las condiciones penitenciarias son extremadamente duras y ya han provocado varias muertes. Los tribunales carecen de personal suficiente y los jueces, insuficientemente formados, trabajan de forma ineficaz y están influenciados por el partido en el poder. Según Amnistía Internacional, la policía ha hecho un uso excesivo de la fuerza durante manifestaciones y al detener a sospechosos de delitos. Trece detenidos se asfixiaron bajo custodia policial en una celda superpoblada. Dos policías tuvieron que ser juzgados en este contexto. Por una ejecución extrajudicial cometida en 2007, un oficial de policía de alto rango fue condenado por asesinato.

### Política exterior

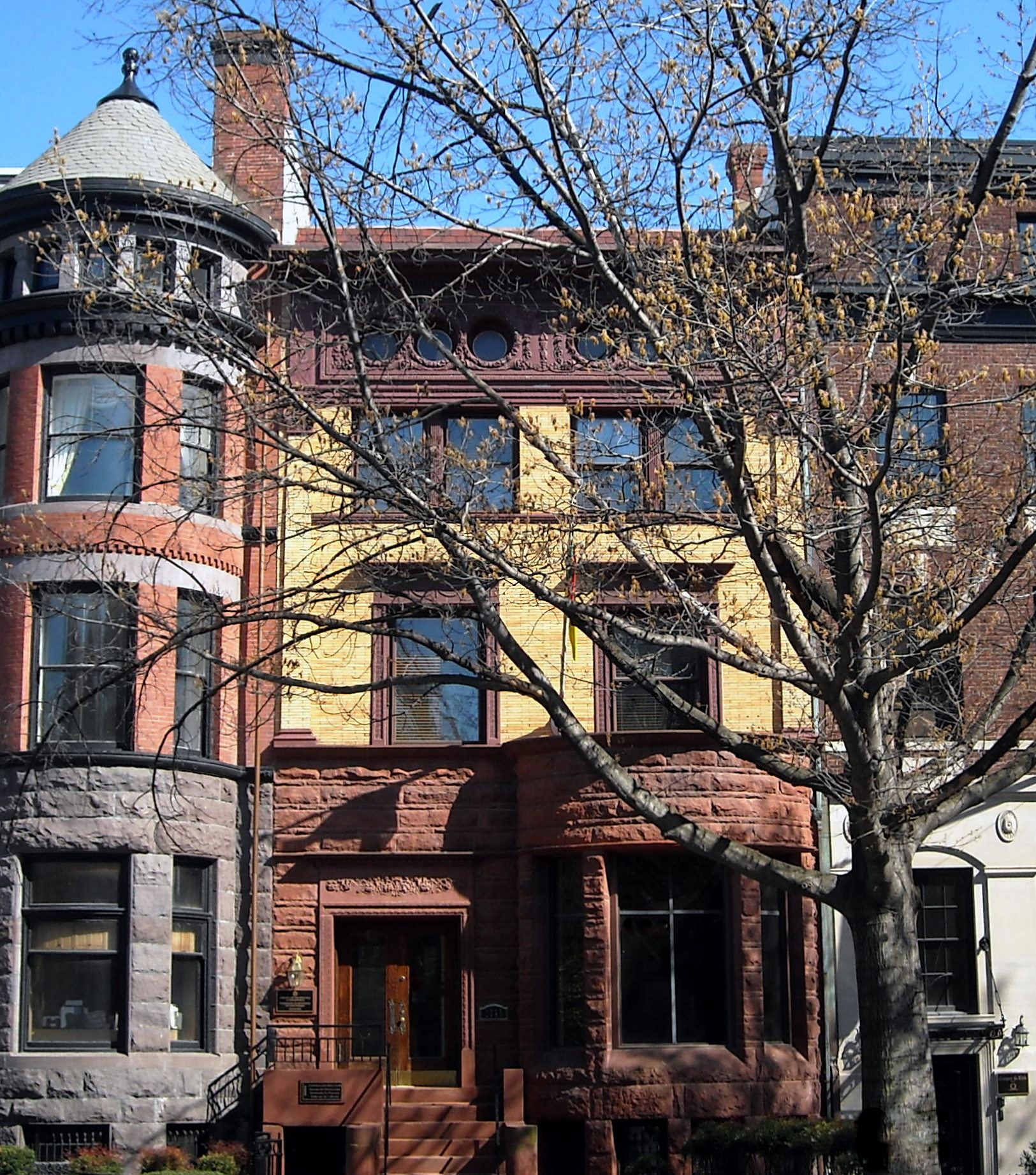
Embajada de Mozambique en Estados Unidos

Aunque las lealtades que se remontan a la lucha por la liberación siguen siendo relevantes, la política exterior de Mozambique se ha vuelto cada vez más pragmática. Los dos pilares de la política exterior de Mozambique son el mantenimiento de las buenas relaciones con sus vecinos y el mantenimiento y la ampliación de los vínculos con los socios del desarrollo.
Durante los años setenta y principios de los ochenta, la política exterior de Mozambique estuvo inextricablemente ligada a las luchas por el dominio de la mayoría en Rodesia y Sudáfrica, así como a la competencia entre superpotencias y a la Guerra Fría. La decisión de Mozambique de aplicar las sanciones de la ONU contra Rodesia y negar a ese país el acceso al mar llevó al gobierno de Ian Smith a emprender acciones abiertas y encubiertas para oponerse a ese país. Aunque el cambio de gobierno en Zimbabue en 1980 eliminó esta amenaza, el gobierno de Sudáfrica siguió desestabilizando a Mozambique. Mozambique también pertenecía a los Estados de Primera Línea.
El Acuerdo de Nkomati de 1984, aunque fracasó en su objetivo de poner fin al apoyo sudafricano a la RENAMO, abrió los primeros contactos diplomáticos entre los gobiernos de Mozambique y Sudáfrica. Este proceso cobró impulso con la eliminación del apartheid por parte de Sudáfrica, que culminó con el establecimiento de relaciones diplomáticas plenas en octubre de 1993. Aunque las relaciones con los países vecinos Zimbabue, Malaui, Zambia y Tanzania muestran tensiones ocasionales, los lazos de Mozambique con estos países siguen siendo fuertes.
En los años inmediatamente posteriores a su independencia, Mozambique se benefició de una considerable ayuda de algunos países occidentales, especialmente los escandinavos. La Unión Soviética y sus aliados se convirtieron en el principal apoyo económico, militar y político de Mozambique, y su política exterior reflejó esta vinculación. Esto empezó a cambiar en 1983; en 1984 Mozambique se incorporó al Banco Mundial y al Fondo Monetario Internacional. La ayuda occidental de los países escandinavos de Suecia, Noruega, Dinamarca e Islandia sustituyó rápidamente al apoyo soviético. Finlandia y los Países Bajos se están convirtiendo en fuentes cada vez más importantes de ayuda al desarrollo. Italia también mantiene un perfil en Mozambique como resultado de su papel clave durante el proceso de paz. Las relaciones con Portugal, la antigua potencia colonial, siguen siendo importantes porque los inversores portugueses desempeñan un papel visible en la economía de Mozambique.
Mozambique es miembro del Movimiento de los No Alineados y figura entre los miembros moderados del bloque africano en las Naciones Unidas y otras organizaciones internacionales. Mozambique también pertenece a la Unión Africana (antes Organización de la Unidad Africana) y a la Comunidad de Desarrollo del África Austral. En 1994, el gobierno se convirtió en miembro de pleno derecho de la Organización de la Conferencia Islámica, en parte para ampliar su base de apoyo internacional, pero también para complacer a la considerable población musulmana del país. Asimismo, en 1995 Mozambique se unió a sus vecinos anglófonos en la Mancomunidad de Naciones. En ese momento era la única nación que se había unido a la Commonwealth que nunca había formado parte del Imperio Británico. Ese mismo año, Mozambique se convirtió en miembro fundador y primer presidente de la Comunidad de Países de Lengua Portuguesa (CPLP), y mantiene estrechos vínculos con otros países de habla portuguesa.

## Organización territorial

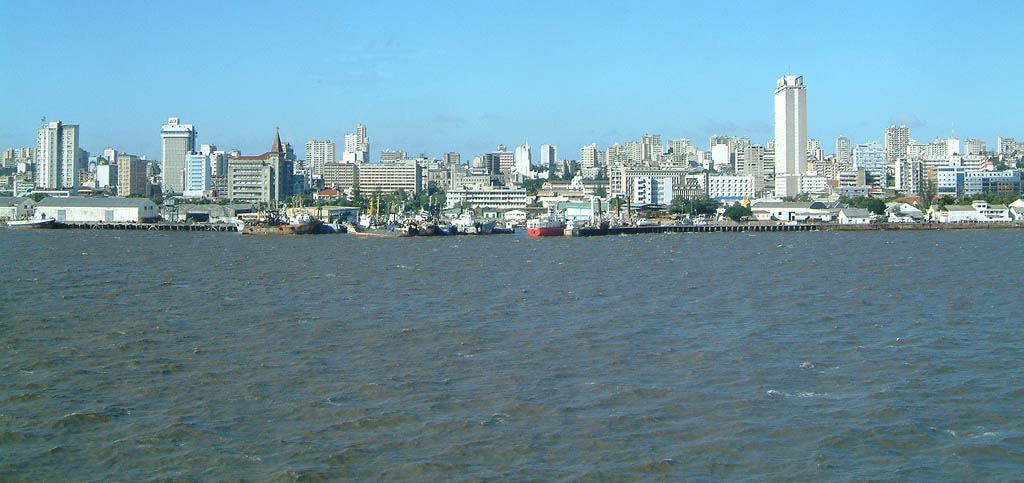
Vista panorámica de Maputo.

El territorio de Mozambique está dividido en once provincias, compuestas por ciento veintiocho distritos, divididos a su vez en cuatrocientos cinco postos, que se componen de localidades, las cuales constituyen la menor unidad administrativa nacional. Algunos de sus distritos son Góndola, Gorongosa, Guro, Macanga, Maúa, Panda, Ribáuè y Xai-Xai. Su capital y principal centro comercial, financiero y social, es la ciudad portuaria de Maputo.
Mapa de las provincias de Mozambique
| 1. Niassa 2. Cabo Delgado 3. Nampula 4. Tete 5. Zambezia 6. Manica 7. Sofala 8. Gaza 9. Inhambane 10. Maputo (ciudad) 11. Maputo | Mapa de las provincias de Mozambique |

## Geografía

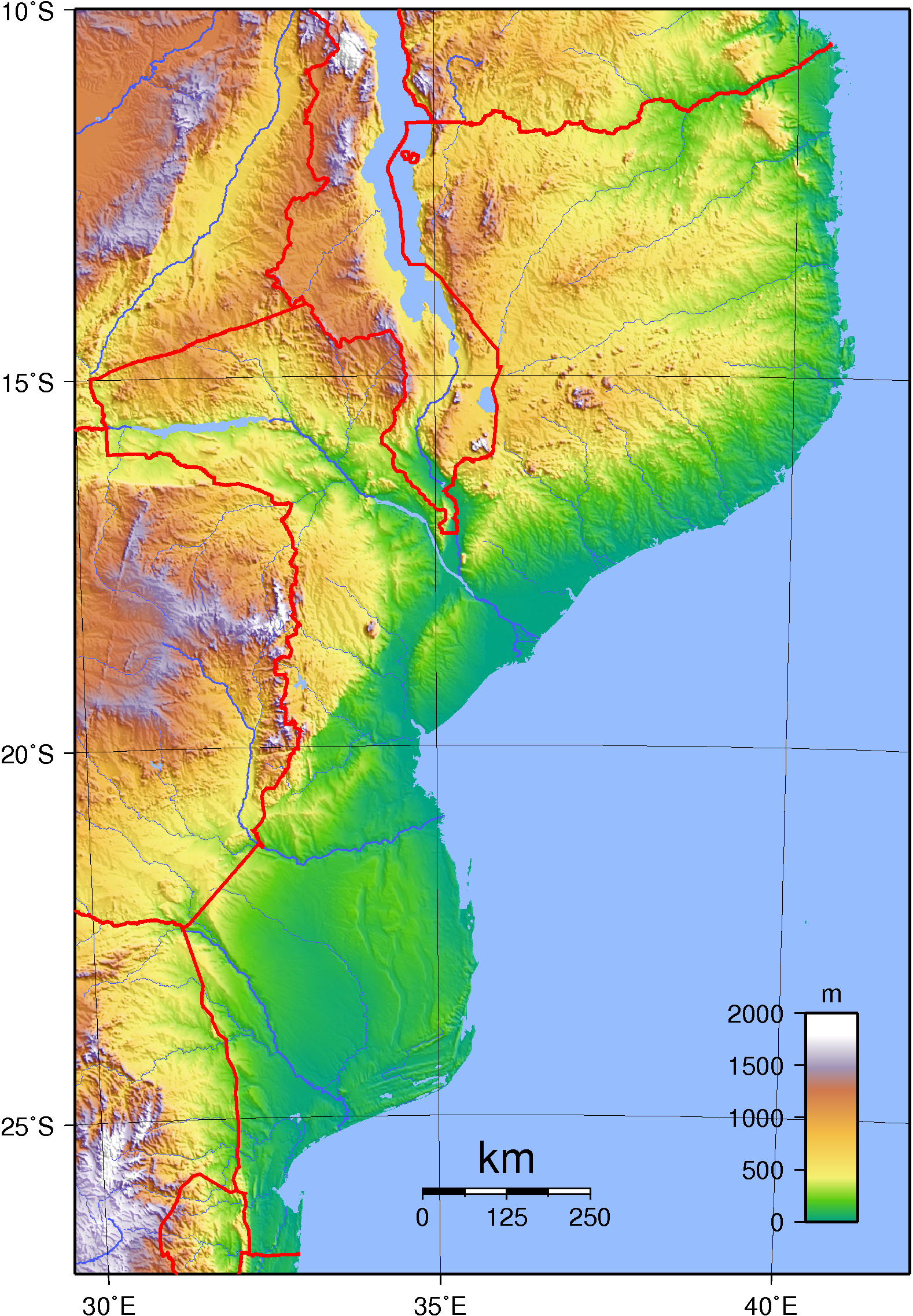
Mapa físico de Mozambique.

Mozambique es el 52° país más poblado y el 36° más grande del mundo, con una población cercana a los 21 millones de personas, y un área de 799 380 km². Para efectos comparativos, su población corresponde a la mitad de la colombiana, y su superficie total a la de Turquía, o a grandes líneas, al doble de la de Paraguay o California.
El país se localiza en el litoral de África Oriental, en la mayor planicie costera del continente (la mitad del territorio del país se encuentra a 230 m s. n. m.). La cadena montañosa conocida como Inyanga se localiza en el occidente del país. Las mayores elevaciones montañosas se encuentran cerca de Zimbabue, Zambia y Malaui. El monte Binga, en la provincia de Manica, con sus 2436 m de altitud, constituye el 26° territorio montañoso de mayor altitud en África, y el punto más elevado de todo Mozambique. Otras montañas relevantes son Gorongosa (con 1862 m, situada en un parque natural de 4000 km² en Sofala), el Monte Domue (con 2095 m en Tete), Monte Chiperone (con 2052 m), y Monte Namuli (con 2419 m en la región fronteriza occidental de Zambezia). Ninguna de esas elevaciones se encuentra, sin embargo, dentro de las mayores montañas del continente.

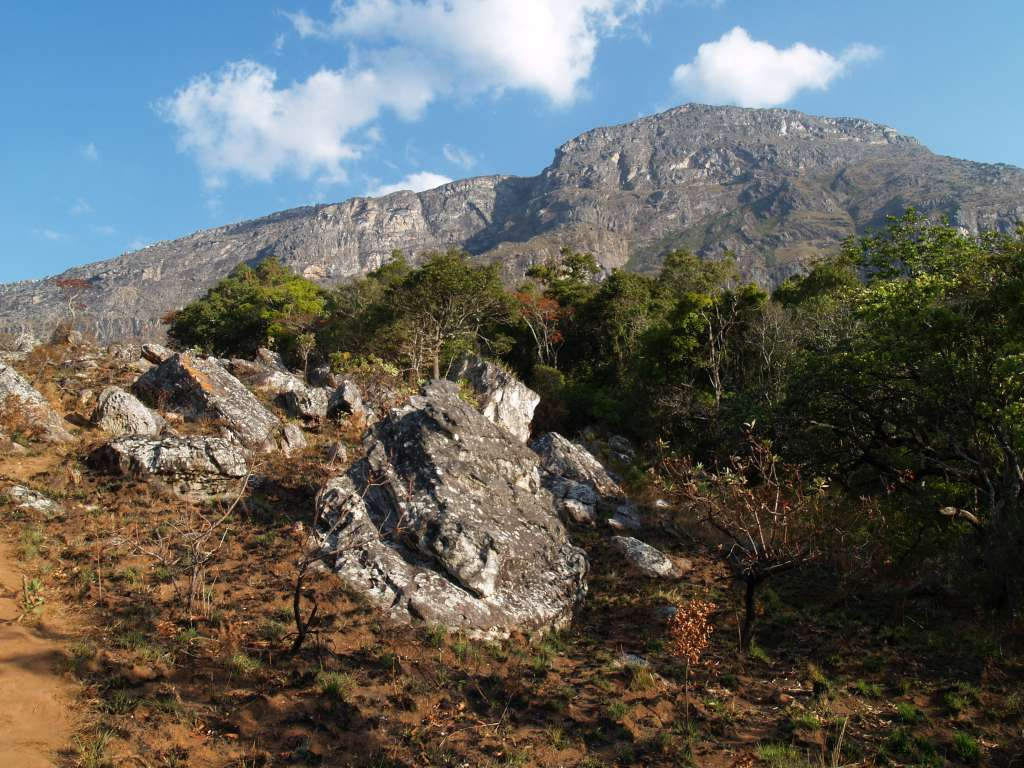
Monte Binga, el más alto del país.

En el canal de Mozambique, tiene como vecinos las Comoras y Madagascar, así como los territorios franceses de Reunión, Mayotte, Juan de Nova, Bassas da Índia, Islas Gloriosas e Isla Europa.
Las costas son muy irregulares, cubiertas por grandes pantanos, elevándose el terreno a medida que se avanza hacia el occidente. En los estados fronterizos con Malaui y Zambia se encuentran las regiones más altas de todo el país. Algunas de las localidades situadas en las tierras altas son Chimoio, Angónia y Lichinga. En su zona meridional se encuentra la Bahía de Maputo, en cuyo interior se encuentra la capital nacional.
El país está dividido por el río Zambeze. Su valle, situado en el extremo meridional del Gran Valle del Rift, es el más importante de los accidentes geográficos a escala nacional. Otros cursos de agua importantes son el río Rovuma (en la frontera con Tanzania), el río Komati (entre Cabo Delgado y Nampula), el río Save (entre Sofala e Inhambane), lo mismo que los ríos Limpopo, Maputo, Komati, Shire y Usutu. En su zona noroccidental comprende una parte del lago Malaui. Por su parte, el embalse de Cahora Bassa es el segundo lago artificial más grande de África, ubicado en la provincia de Tete. El muro de contención tiene 171 m de alto y 303 m de ancho y su capacidad de embalse asciende a los 510 millones de metros cúbicos.

### Clima
Predomina el clima de sabana con una estación húmeda y otra seca. En la temporada de lluvias, que dura de noviembre a abril, cae alrededor del 80% de las precipitaciones anuales. Dependiendo de la región, esto varía entre 700 y 1500 mm por año. Mientras que las temperaturas durante la estación lluviosa son cálidas y húmedas (tropicales), la estación seca se caracteriza por noches mucho más frescas. A lo largo del año, las temperaturas diurnas oscilan entre los 25 y los 30 °C, y en el interior llegan a los 35 °C. Las noches son a veces muy húmedas, entre 15 y 25 °C, sobre todo en la costa.
En algunos años, como el 2007/2008, se produjeron precipitaciones inusualmente elevadas, que se cobraron vidas y amenazaron las cosechas. En general, el país experimenta un alto grado de variabilidad climática y frecuentes fenómenos meteorológicos extremos (especialmente sequías, inundaciones y ciclones tropicales). Las sequías son las catástrofes más comunes, que se producen aproximadamente cada tres o cuatro años y obstaculizan enormemente el desarrollo del país. En cuanto a las consecuencias del calentamiento global, se supone que los ciclones pueden ser menos frecuentes, pero es probable que aumente su intensidad y, por tanto, las precipitaciones. En 2019, por ejemplo, los ciclones Idai y Kenneth fueron inusualmente intensos y causaron graves daños. Estos fenómenos meteorológicos también pueden provocar un aumento de la erosión en las zonas costeras. Dado que gran parte de la población, y especialmente muchos pobres de las zonas rurales, dependen de la agricultura de secano para su subsistencia, son especialmente vulnerables a los cambios en el régimen de lluvias.

### Ecorregiones
En el territorio de Mozambique se encuentran doce ecorregiones. Debido a la guerra civil, su flora y su avifauna son poco conocidas, encontrándose asimismo en un estado de conservación crítico por la explotación maderera y la extensión incontrolada de la frontera agrícola y de las zonas de pastoreo. Varias ecorregiones están incluidas en la lista Global 200.

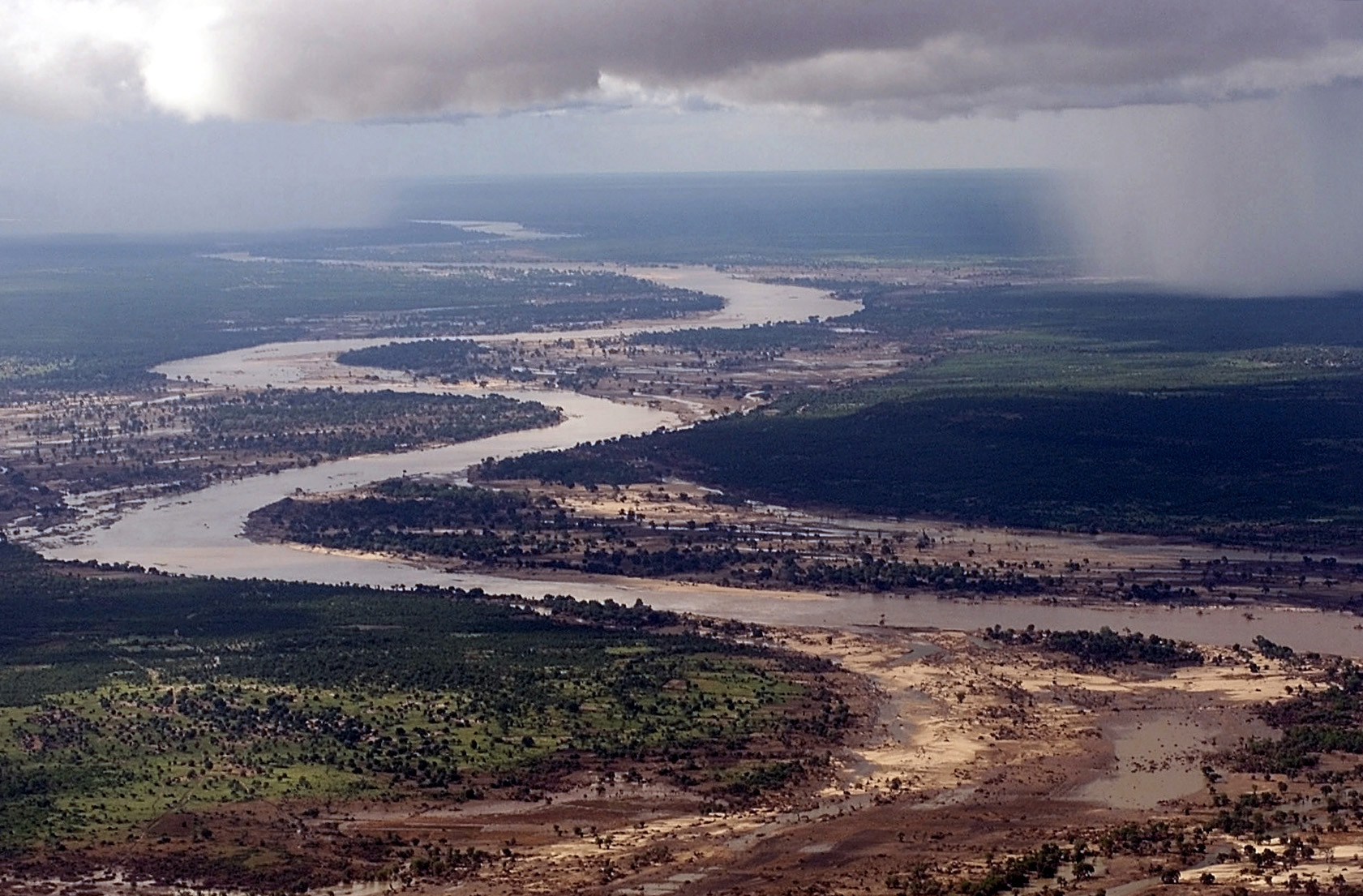
Río Limpopo.

La selva mosaico costera de Inhambane es una selva umbrófila, que se extiende desde el río Lukuledi, en el sur de Tanzania, hasta el río Changane, cerca de las bocas del Limpopo, ocupando por ende buena parte del litoral nacional en las provincias de Cabo Delgado, Nampula y Zambezia, lo mismo que una sección de Inhambane. Enclavado en esta ecorregión se encuentran secciones de manglar de África oriental, encontrándose su área más extensa en el delta del río Zambeze, así como de salobral del Zambeze, en el valle del Changane, en las provincias meridionales de Gaza e Inhambane.

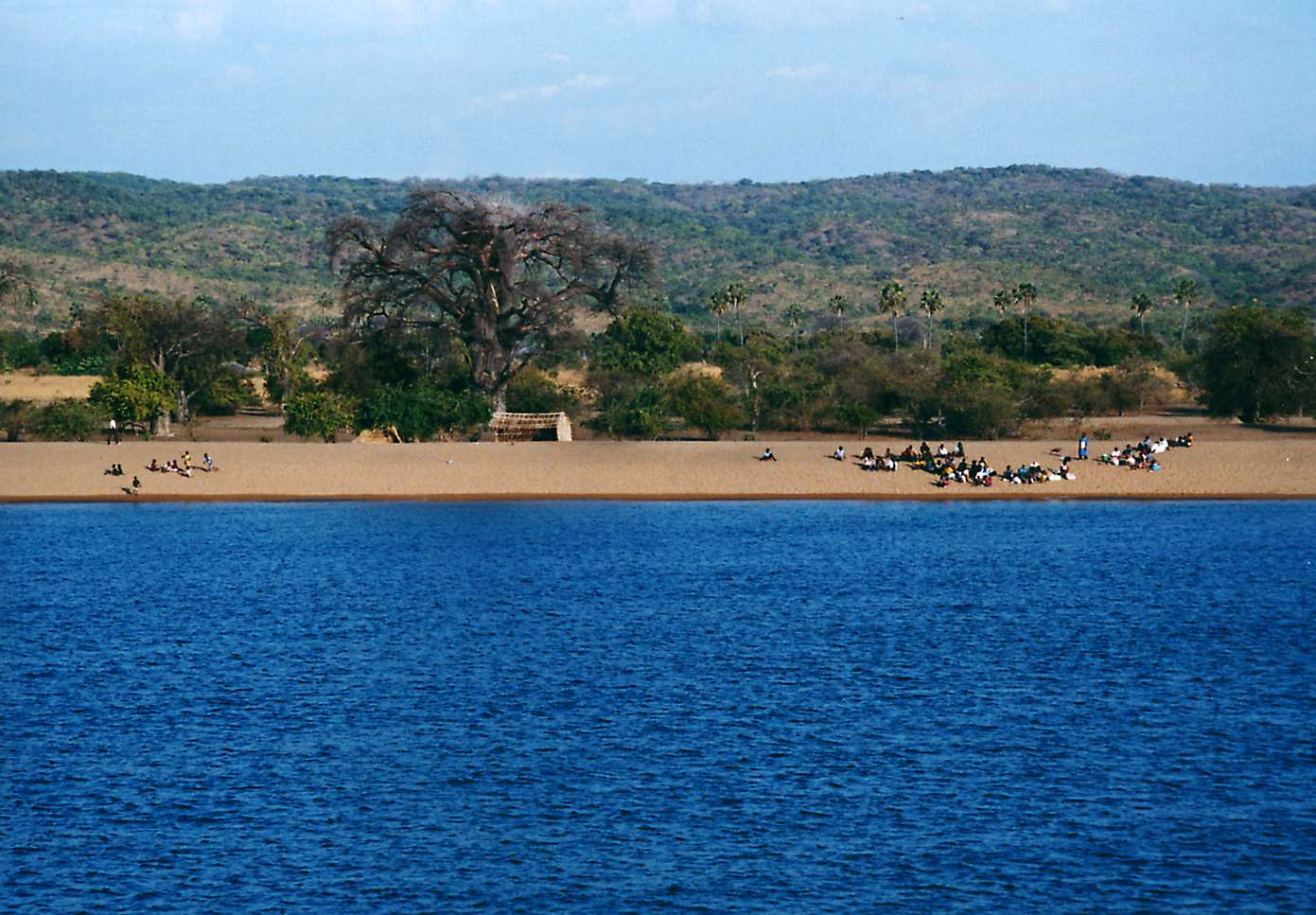
Orilla mozambiqueña del lago Malaui.

En una región compartida con Tanzania y Malaui se encuentra la sabana arbolada de miombo oriental, la cual cuenta con una vegetación de miombo adaptada a la sequedad del clima y a la pobreza de los suelos. Ocupa las zonas interiores de las provincias de Cabo Delgado, Niassa y Tete.

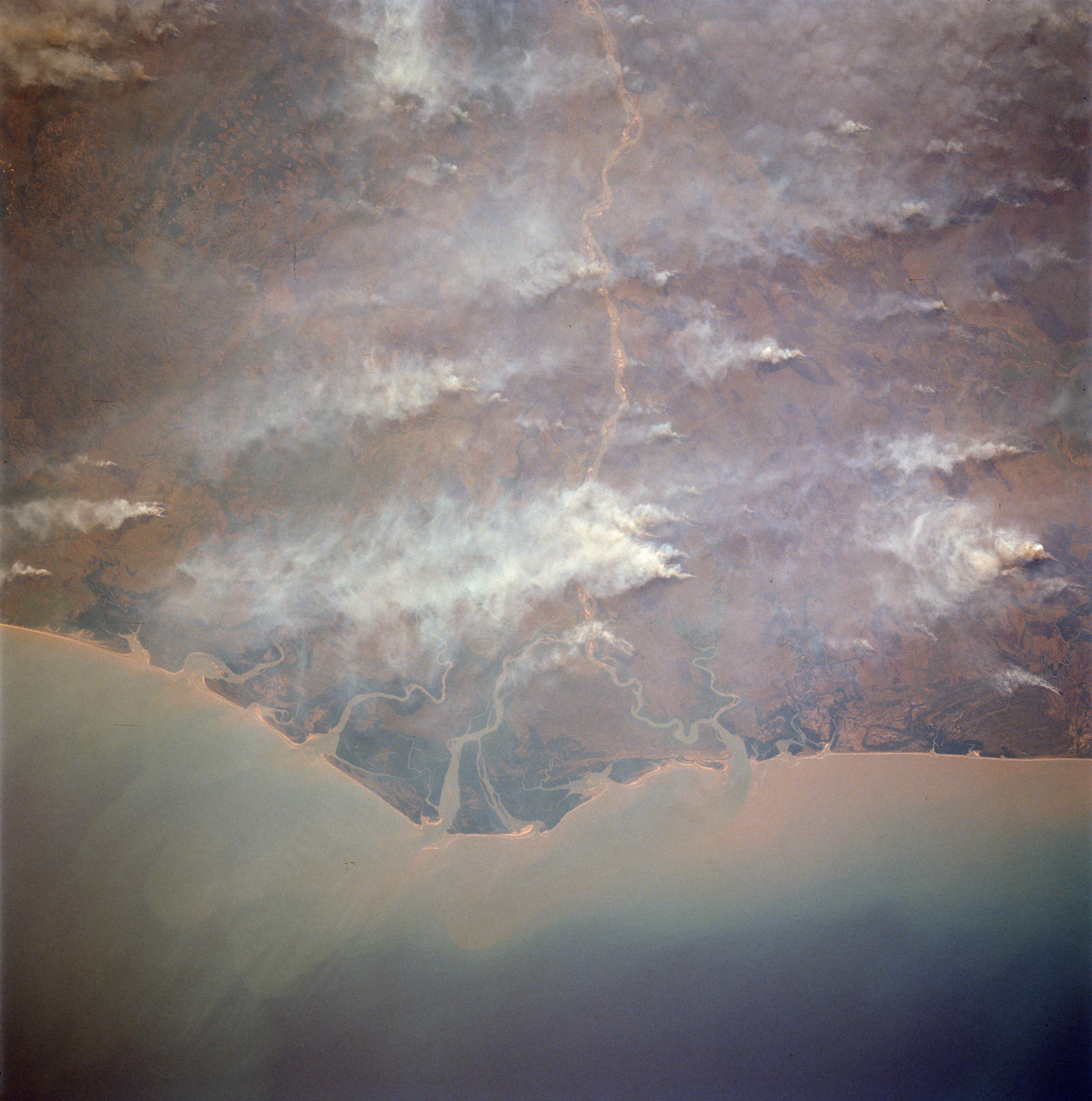
Delta del Zambeze.

La sabana costera inundada del Zambeze, en el delta del Zambeze y otros ríos cercanos, es una pradera inundada. Se encuentra por completo en la provincia mozambiqueña de Sofala. Se vio profundamente alterada por la construcción de las presas de Cahora Bassa y Kariba.
La pradera inundada del Zambeze, en la provincia de Zambezia y en los alrededores del malauiano lago Chilwa, es una zona de humedales muy rica para la alimentación de mamíferos y de aves.
Al noroeste, el mosaico montano de pradera y selva del Rift meridional, en las montañas al oeste del lago Malaui, es una pradera de montaña en el extremo meridional del Gran Valle del Rift.
Por su parte, la sabana arbolada de miombo meridional está relativamente intacta debido a que más del 45 % de su territorio corresponde a reservas estatales y privadas. En Mozambique, en el estado de Inhambane, se encuentra por ejemplo el parque nacional Limpopo. Esa ecorregión se encuentra asimismo en Manica. En ese estado, en las zonas montañosas fronterizas con Zimbabue, comprende una zona de pradera de montaña que es un enclave de mosaico montano de selva y pradera de Zimbabue oriental.
La sabana arbolada de mopane del Zambeze, en el oeste y noroeste del país, ocupa grandes extensiones en las provincias de Gaza y Sofala.
En el extremo meridional de Mozambique se encuentra la selva mosaico costera de Maputaland, ocupando tanto la ciudad como la provincia de Maputo. Es una zona muy rica en flora y avifauna, ya que Mozambique cuenta con dos territorios protegidos: la Reserva de Caza de Maputo, y la Reserva de Fauna de Ilhas de Inhaca e dos Portugueses. En su litoral se encuentran algunos enclaves del manglar de África austral.

## Economía
La economía colonial se caracterizó por los monopolios privados y la planeación estatal, así como la comercialización de productos básicos, con el fin de promover la acumulación de capital, los asentamientos portugueses, y en general, sus industrias y comercio, excluyendo a los africanos de los trabajos cualificados y directivos.

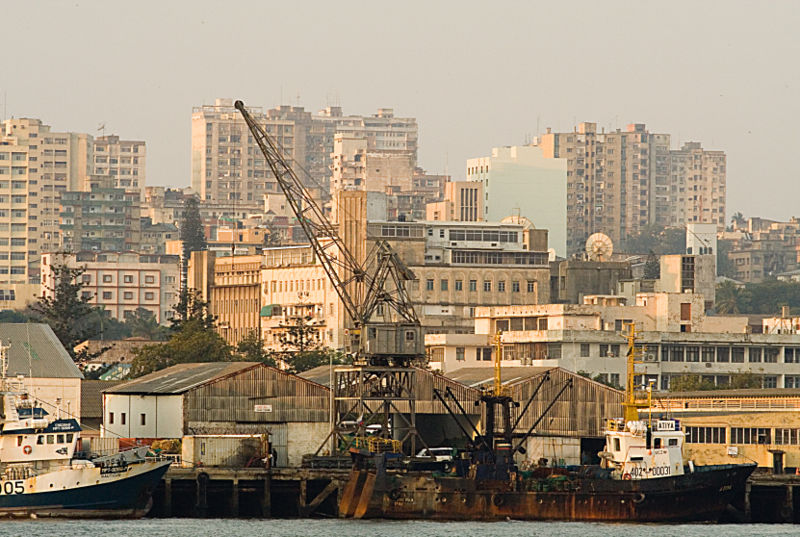
Puerto de Maputo.

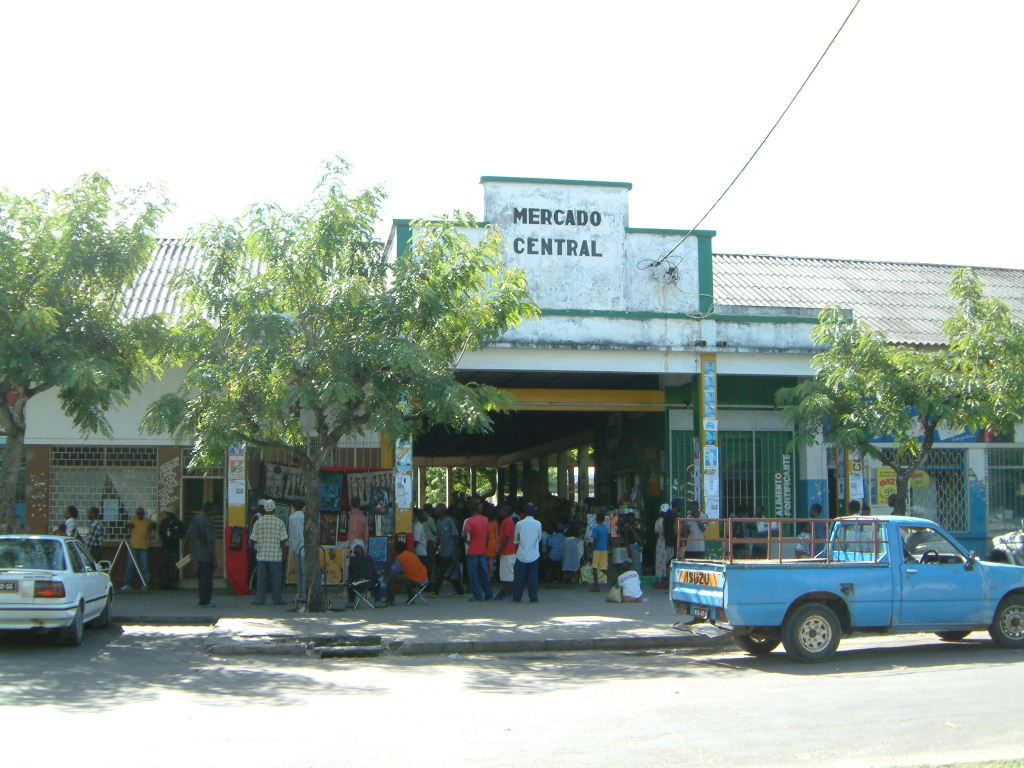
Mercado Central de Inhambane.

Tras la independencia, el gobierno del Frelimo nacionalizó las propiedades, y promovió la educación y la formación de los africanos. La economía se caracterizó por los cultivos agrícolas a gran escala dirigidos por el estado, y las cooperativas agrarias y comunales, reemplazaron las plantaciones de los colonos y de las Compañías. Pero sus resultados fueron malos, lo que combinado con el abandono de los cultivos por sus antiguos dueños y la inestabilidad de la guerra civil, llevó al colapso de la producción agrícola, el comercio, y el sistema de distribución. Buscando reconstruir la economía, el estado siguió las directrices del Fondo Monetario Internacional, las cuales hacían énfasis en la descentralización y en la privatización.

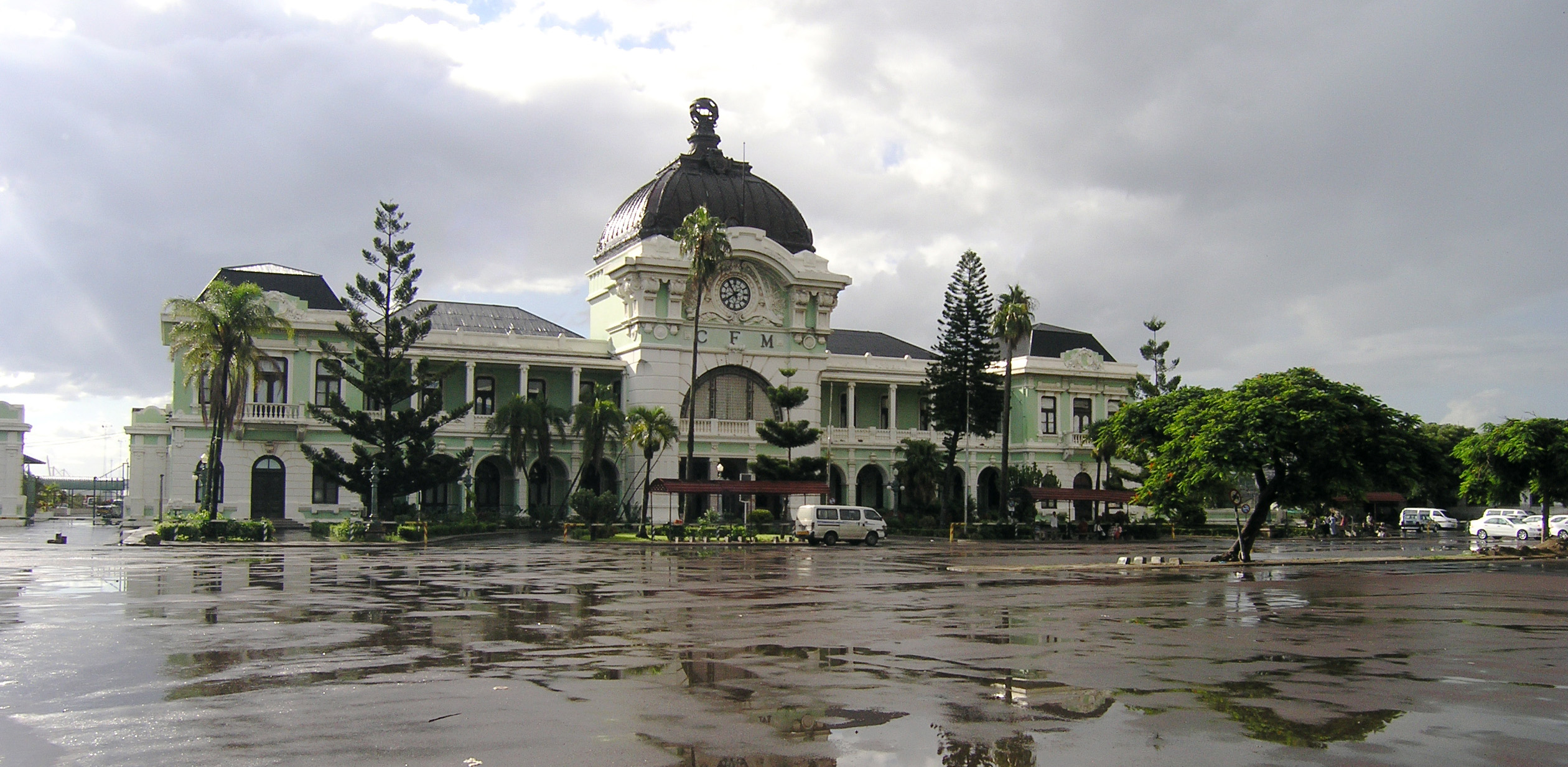
Estación ferroviaria en Maputo.

Las remesas de los trabajadores mozambiqueños en Sudáfrica, los ingresos del turismo, así como de los sectores portuario y ferroviario, han sido históricamente importantes fuentes de comercio exterior. Aunque esos sectores se vieron muy deprimidos durante los años 1980 y principios de los 1990 debido a la confrontación armada, volvieron a ser operativos tras los acuerdos de 1992, viéndose el sector industrial igualmente relanzado, en particular la explotación de recursos, el procesamiento de aluminio y la producción de electricidad. A principios del siglo XXI, el país había logrado cierto crecimiento económico.
La economía de Mozambique, en desarrollo y altamente endeudada, fue una de las principales beneficiarias de la iniciativa HIPC (para países en vías de desarrollo altamente endeudados, con lo cual espera consagrar sus recursos a mejorar las condiciones de la población, que en un 70 % vive por debajo del umbral de pobreza, así como invertir su desbalance comercial).
Además de las secuelas en la infraestructura por la guerra civil y por las inundaciones del año 2000, el desarrollo del país se ha visto afectado por la existencia de dos millones de minas antipersonas sin desactivar.
Según el Índice mundial de innovación, a cargo de la Organización Mundial de la Propiedad Intelectual, en 2024, Mozambique se ubicó en lugar 128 en innovación entre 133 países del mundo;mientras que en 2023 ocupó el lugar 126 y el lugar 123 en 2022.

### Agricultura

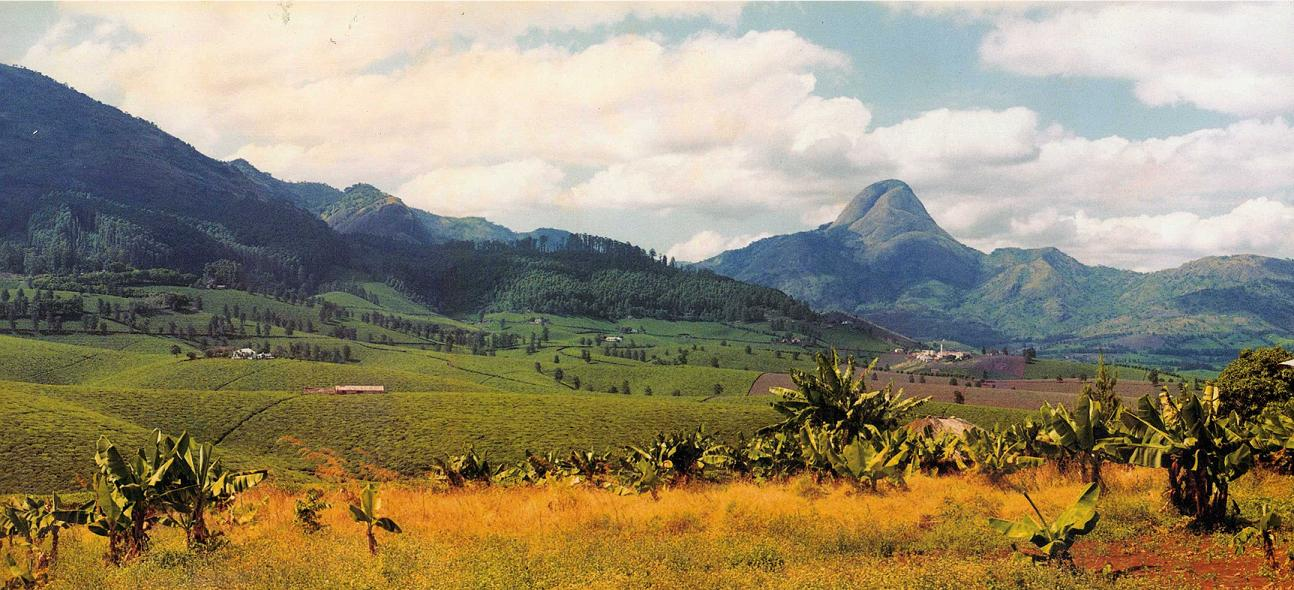
Plantación de té cerca de en Gurué, en la provincia de Zambezia.

Casi el 45 % del territorio de Mozambique se puede utilizar para agricultura, ya que el 80 % de la producción agrícola es de subsistencia. Del modo similar, aunque cerca de un quinto de la fuerza de trabajo nacional se consagra a la agricultura, ese sector solo representa el 20 % del producto interno bruto nacional. La mayor parte de la producción agrícola se debe a pequeñas explotaciones familiares, que producen las dos principales cosechas de maíz, mandioca, fríjol, arroz, verduras y aceite vegetal de cacahuete, sésamo, y semillas de girasol.
Aunque en la década de 1970 y 1980, en la mayoría de las áreas rurales la producción agrícola disminuyó, una mayor estabilidad social y política, y condiciones climáticas favorables, ayudaron a la mejoría en los años 1990. La producción es muy vulnerable a las sequías y a las inundaciones. En 2000, por ejemplo, fuertes inundaciones en el centro y en el sur causaron serios problemas.
Algunos productos de la época imperial que se han seguido cultivando son caña de azúcar, té, copra y sisal; a los usuales se han agregado algodón, marañón, mandioca, cítricos, papas, girasoles, bovinos, porcinos, y cada vez más aves de corral.
Las selvas cercanas al ferrocarril de Beira, en Zambezia, han sido explotadas como fuente de combustible y pulpa papelera. La deforestación (que ha disminuido sin llegar a ser sostenible la explotación maderera) y la siembra de eucaliptos, son preocupaciones ambientales.

### Pesca

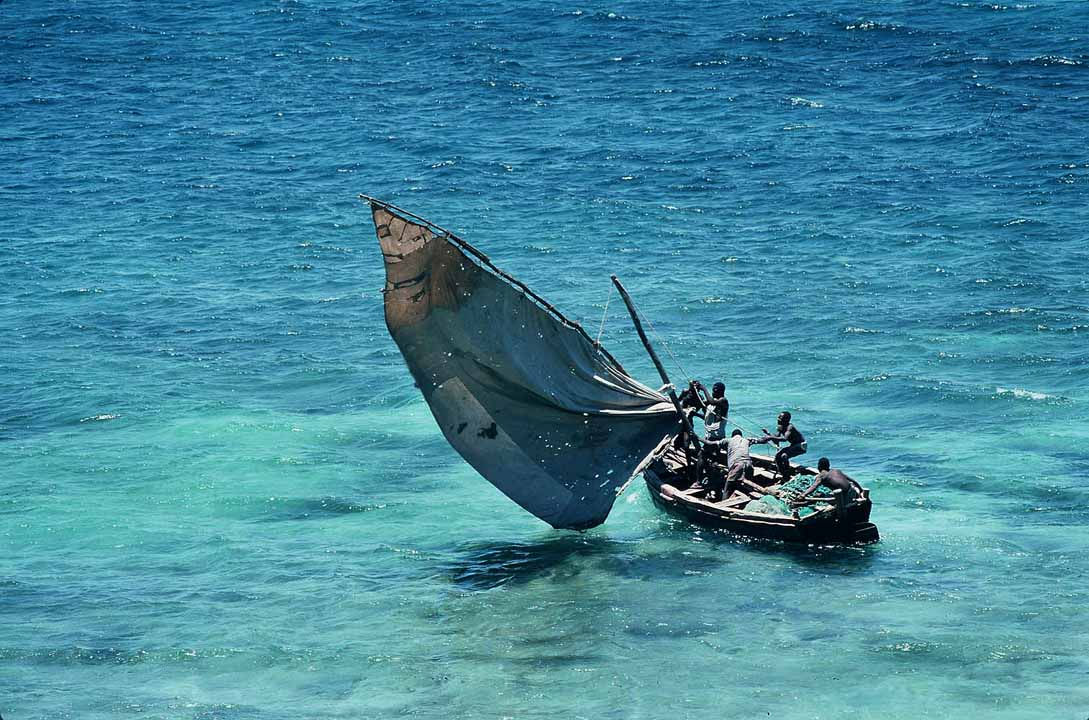
Pesca tradicional en el canal de Mozambique.

Las aguas mozambiqueñas albergan langostas, atunes, verdeles, sardinas y anchoas, pero son sobre todo conocidas por sus camarones y mariscos, que son productos de exportación.
La pesca es un área de la economía inmune a la inseguridad rural, de modo que desde 1973 la producción y comercialización de los frutos de mar ha sido un mercado estable con productos en alza continua.

### Turismo
Antes de la independencia, el turismo era una industria rentable. Los vecinos de Rodesia (actuales Zimbabue y Zambia) y de Sudáfrica visitaban Beira y otras playas meridionales, lo mismo que el Parque Gorongosa, no lejos de Zimbabue.

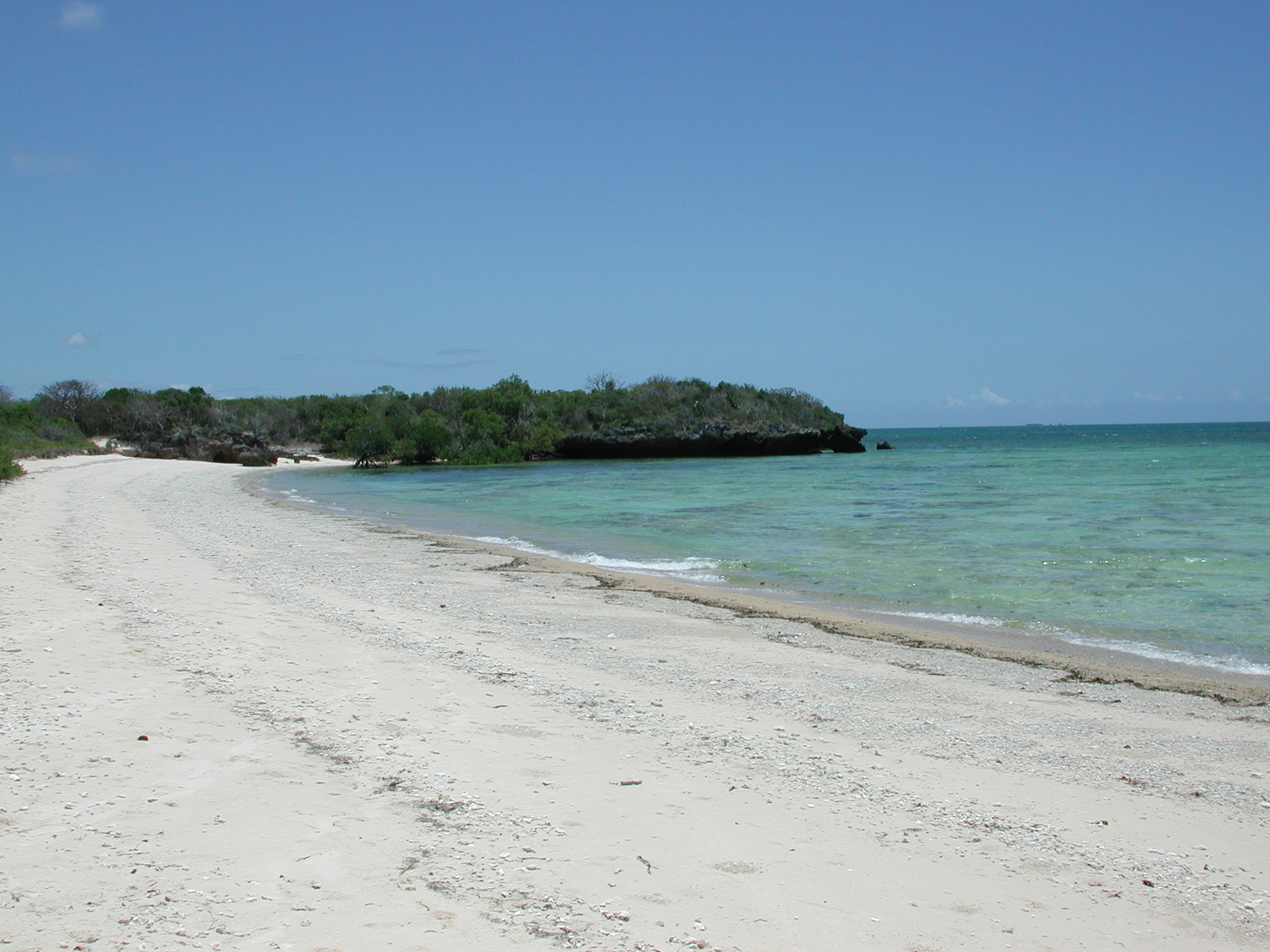
Playa en Mozambique.

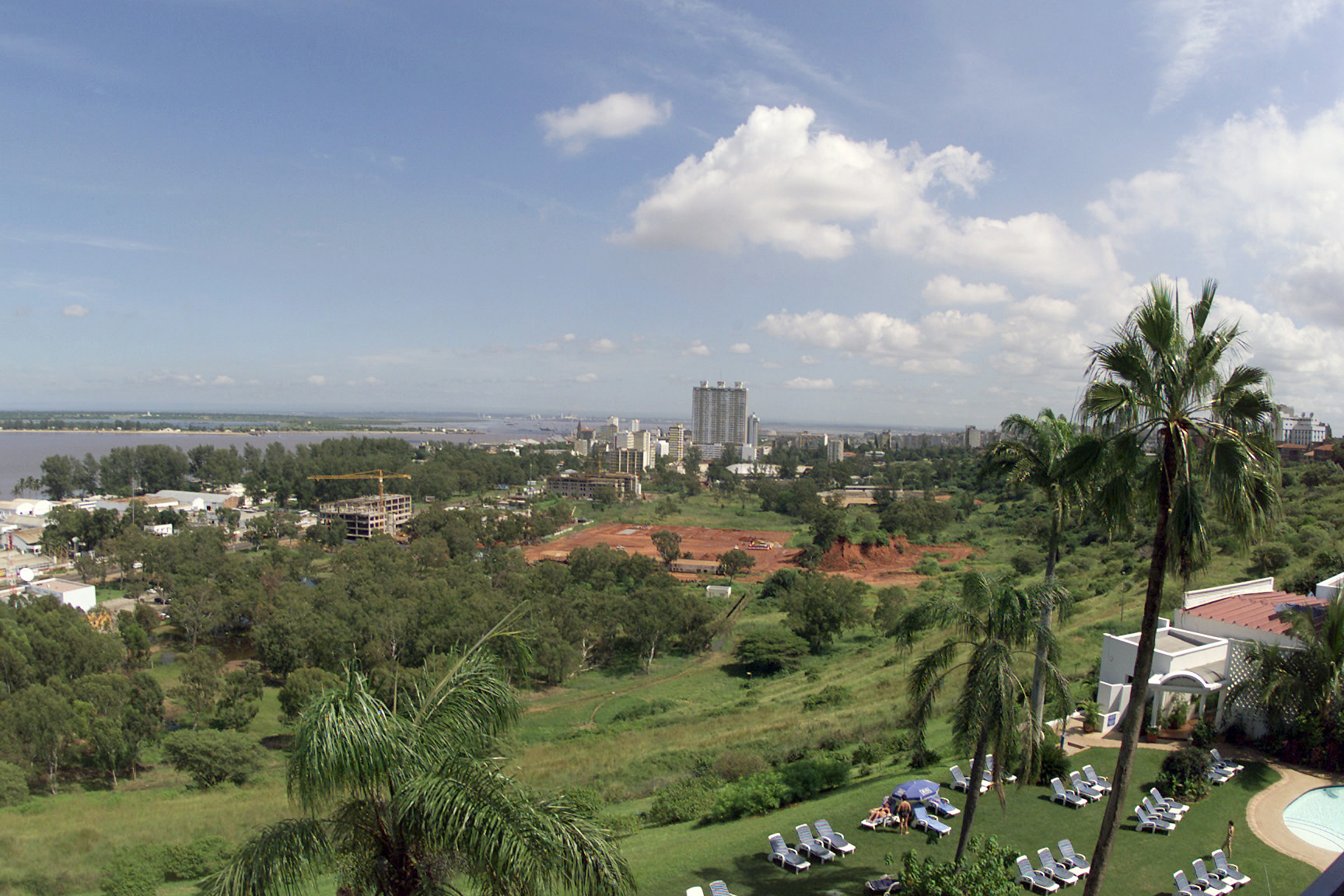
Instalaciones hoteleras en Maputo.

Su clima tropical, paradisíacas playas, e islas en el océano Índico, fueron atractivos perdidos durante la guerra civil, lo cual explica que con excepción de Malaui, registre la más baja tasa de visitantes de la región. Tras la independencia en 1975, la guerra civil que azotó el país entre 1977 y 1992 diezmó tanto la industria turística como la vida salvaje, por lo que las giras turísticas cesaron en 1978.
Después de 1992, durante la transición en Zimbabue y Sudáfrica (de donde viene cerca de un tercio de sus visitantes), el turismo ha renacido y superado los niveles alcanzados en 1975. Se ha visto asimismo favorecido por el establecimiento de parques y áreas de conservación transnacionales con Suazilandia y Sudáfrica. A su vez, la estabilidad política del país ha provocado un ligero aumento del turismo procedente de países no africanos, principalmente de Portugal. 
En la actualidad, la belleza de sus regiones, los animales salvajes y su herencia cultural, son activos para el turismo de playa, el cultural o el ecotourismo.
A finales de los años 1990, fue el sector de más rápido crecimiento, fundándose en 1999 un Ministerio de Turismo. En 2003, el sector contribuyó con un 1,2 % del PIB nacional, situándose, empero, muy por debajo del promedio subsahariano de 6,9 %. En 2005 creció un 37 %, convirtiéndose asimismo en un importante atractivo para la inversión extranjera. En 1999 visitaron el país 240 000 personas, una cifra que según las estadísticas de la Organización Mundial del Turismo, se incrementó en un 23 % en 2004, registrándose 578 000 visitantes. Los ingresos en 2001 fueron de 64 millones de dólares, y en 2005 de 130 millones. En la industria turística trabajan 32 000 personas.

Entre las pocas conexiones aéreas se encuentra una con Portugal y servicios regionales con Dar es Salaam, Harare, Johannesburgo y Nairobi. Los billetes de avión son caros. El transporte aéreo interno tampoco es abundante, pero los precios son moderados debido a la entrada de nuevas compañías aéreas de bajo coste. 

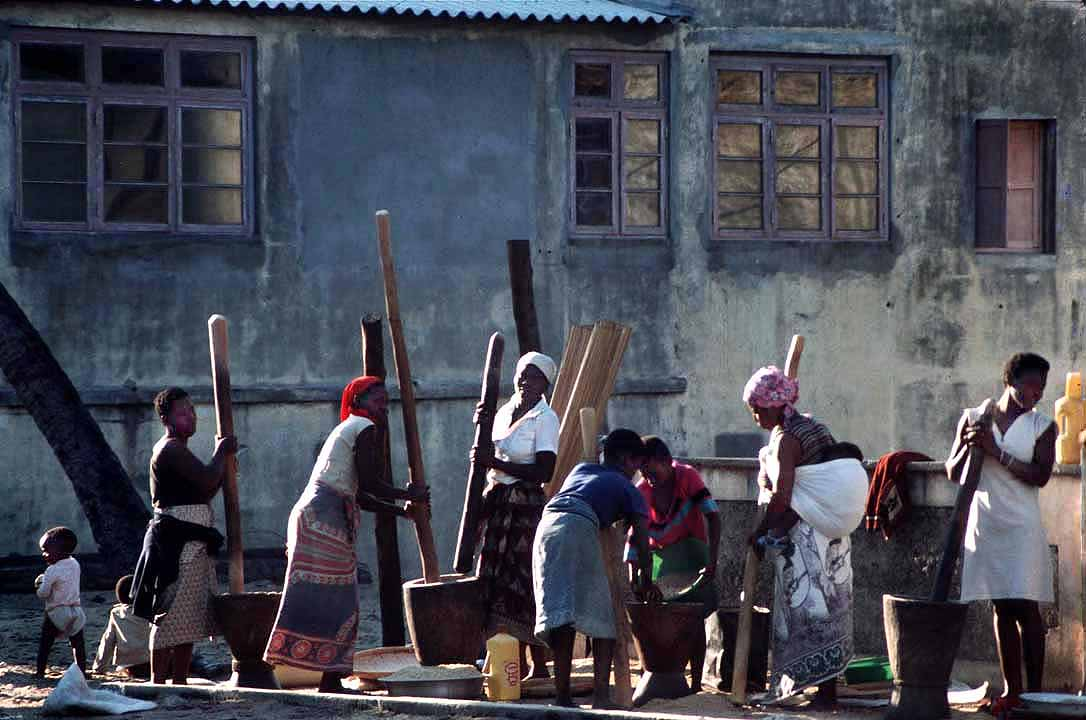
Grupo de mujeres mozambiqueñas descascarillando arroz.

### Recursos naturales
En 2010-2011 la compañía estadounidense Anadarko Petroleum Corporation y la italiana Eni (el Campo gasífero Sur de Mamba) descubrieron reservas recuperables por 4,2 miles de millones de metros cúbicos de gas natural en la cuenca de Rovuma frente a la costa de la Provincia de Cabo Delgado. Una vez que se desarrolle, este podría convertir a Mozambique en uno de los productores más grandes de gas natural licuado del mundo. En enero de 2017, el gobierno de Mozambique seleccionó tres firmas para los proyectos de Desarrollo de Gas Natural de la Cuenca Gasífera de Rovuma. GL Africa Energy (UK) recibió una de las licitaciones. Planea construir y operar una planta de gas de 250 MW.

### Suministro de agua y saneamiento
El abastecimiento de agua y el saneamiento en Mozambique se caracterizan por los bajos niveles de acceso a una fuente de agua mejorada (estimados en un 51% en 2011), los bajos niveles de acceso a un saneamiento adecuado (estimados en un 25% en 2011) y una calidad de servicio mayoritariamente deficiente. En 2007, el Gobierno definió una estrategia para el suministro de agua y el saneamiento en las zonas rurales, donde vive el 62% de la población. En las zonas urbanas, el agua es suministrada por pequeños proveedores informales y por proveedores formales.
A partir de 1998, Mozambique ha reformado la parte formal del sector del suministro de agua en las zonas urbanas mediante la creación de una agencia reguladora independiente llamada CRA, una empresa propietaria de activos llamada FIPAG y una asociación público-privada (APP) con una empresa llamada Aguas de Moçambique. La APP abarcaba las zonas de la capital y de otras cuatro ciudades que tenían acceso a sistemas formales de suministro de agua. Sin embargo, la APP finalizó cuando los contratos de gestión de cuatro ciudades expiraron en 2008 y cuando el socio extranjero de la empresa que abastece a la capital en virtud de un contrato de arrendamiento se retiró en 2010, alegando grandes pérdidas.
Mientras que el abastecimiento de agua en las ciudades ha recibido una atención política considerable, el gobierno aún no tiene una estrategia para el saneamiento urbano. Los donantes externos financian alrededor del 87,4% de todas las inversiones públicas en el sector. Los principales donantes en el sector del agua son el Banco Mundial, el Banco Africano de Desarrollo, Canadá, los Países Bajos, Suecia, Suiza y Estados Unidos.

## Demografía
Mozambique tiene una población de 27 909 798 habitantes según el censo de 2017, con un promedio de edad de 17,4 años, debido a que el 44,3 % de su población tiene menos de 14 años. Las precarias condiciones de vida en el país motivan que exista una fuerte corriente migratoria hacia, sobre todo, Portugal, Sudáfrica y Brasil.
El grupo étnico mayoritario de Mozambique está compuesto por varios subgrupos con diferentes lenguas, dialectos, culturas e historias. Muchos de ellos están relacionados con grupos étnicos similares que viven en países vecinos. Las provincias de Zambezia y Nampula (en el norte-centro del país) son las más habitadas, con un 45 % del total.

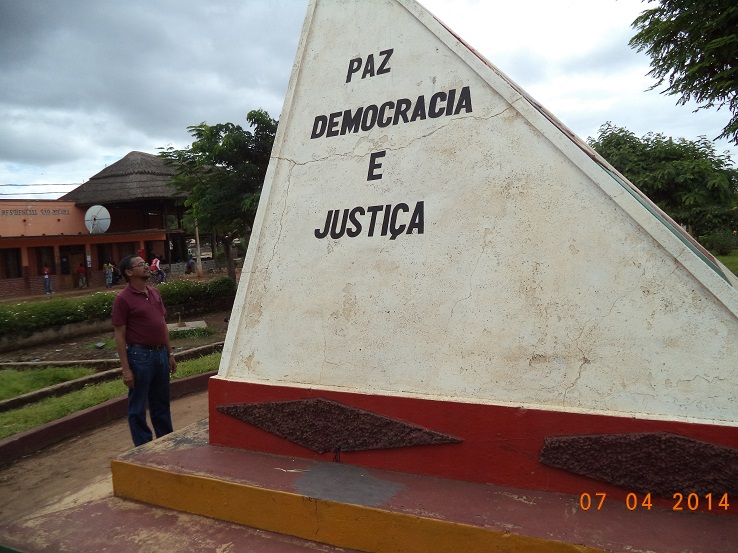
Frase escrita en Portugués en Cuamba, Mozambique

Con aproximadamente 4 millones, los makua son el grupo étnico mayoritario en el norte; los sena y los ndau ocupan gran parte del valle Zambezi, y los shangaan dominan la parte meridional del país. Según datos de 2017 alrededor del 0.43 por ciento la población es blanca (principalmente europeos de origen portugués) y mestiza. La inmensa mayoría de los portugueses y sus descendientes abandonaron el país después de la independencia en dirección hacia Portugal, donde se los conoce como «retornados»; por otro lado, los que han optado por quedarse en Mozambique residen casi en su totalidad en la capital del país, Maputo, ciudad que en tiempos imperiales era llamada por los portugueses como «Lourenço Marques».
A pesar de la influencia islámica y las colonizaciones europeas, los mozambiqueños han mantenido su cultura indígena basada en la agricultura a pequeña escala. El arte predominante ha sido formas basadas en la escultura de la madera. Las clases media y alta continúan teniendo una fuerte influencia de cultura y lengua portuguesa.
El idioma oficial es el portugués. La esperanza de vida es de 40 años. El 36,5 % de la población está alfabetizada. Se calcula que el 12,2 % de la población está infectada con el virus de VIH-SIDA. La tasa de natalidad es de 5,29.
Hasta el año 1800, cerca de un millón de nativos fueron esclavizados y llevados a América. En 1841, el país tenía 2,9 millones de habitantes, en 1940, tenía 5,1 millones de habitantes, y en 1997 ya tenía 15,3 millones de habitantes.

### Idiomas
El portugués es la lengua oficial y más hablada de la nación, por el 50,3% de la población. Las lenguas del grupo bantú de Mozambique que son autóctonas varían mucho en sus agrupaciones y, en algunos casos, están bastante mal valoradas y documentadas. Aparte de sus usos como lengua franca en el norte del país, el suajili se habla en una pequeña zona de la costa junto a la frontera con Tanzania; al sur de ésta, hacia la isla de Moçambique, se utiliza el kimwani, considerado como un dialecto del suajili. Inmediatamente en el interior de la zona suajili, se utiliza el makonde, separado más al interior por una pequeña franja de territorio de habla makhuwa de una zona donde se utiliza el yao o chiYao. Makonde y Yao pertenecen a un grupo diferente, siendo el Yao muy cercano a la lengua Mwera de la zona de la meseta de Rondo en Tanzania.

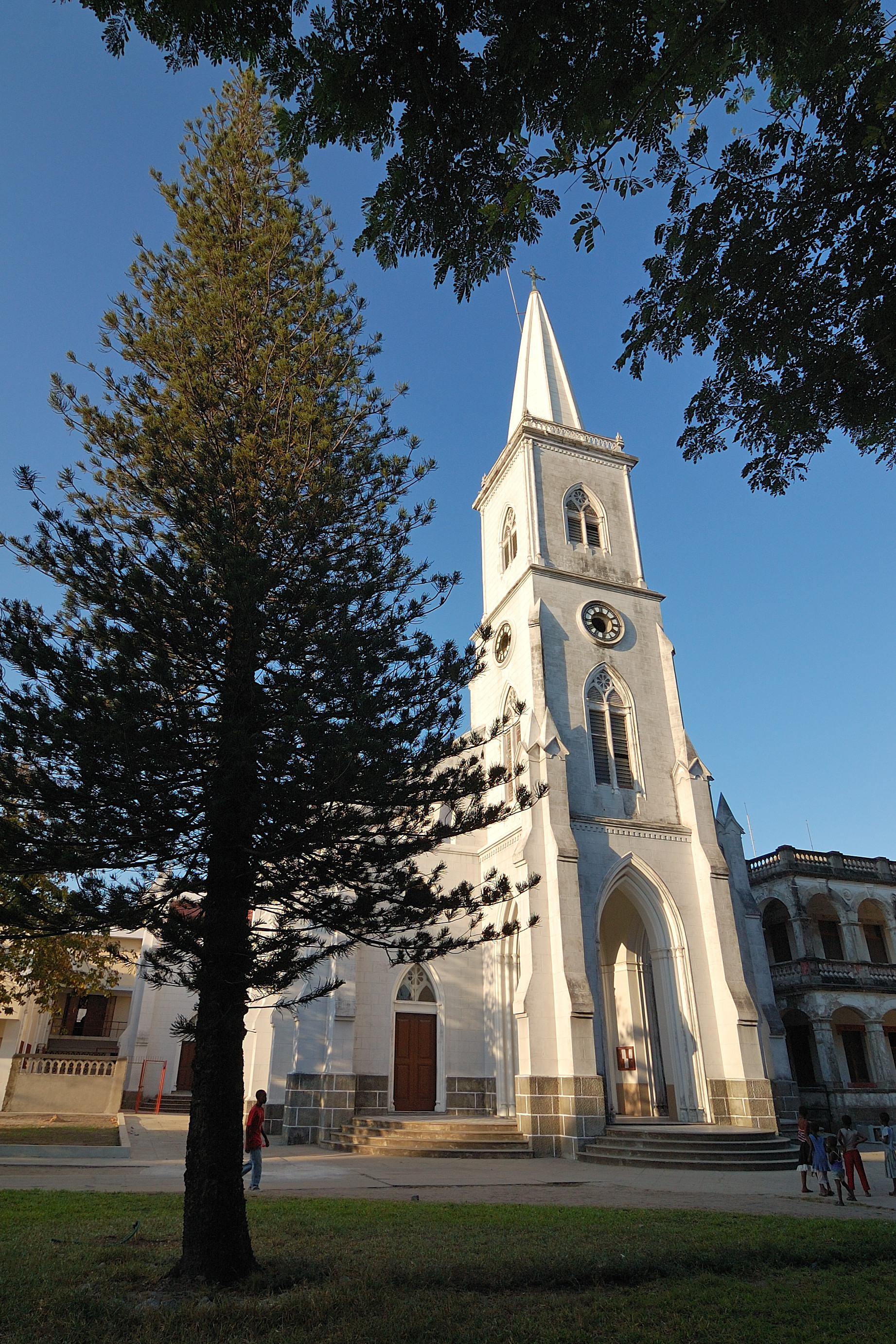
Catedral de Beira

Las preposiciones aparecen en estas lenguas como prefijos locativos prefijados al sustantivo y declinados según su propia clase de sustantivo. En la costa del lago Malaui se utiliza algo de nyanja, así como al otro lado del lago.
Algo diferentes de todas ellas son las lenguas del grupo eMakhuwa, con pérdida de la k- inicial, lo que hace que muchos sustantivos comiencen con una vocal: por ejemplo, epula = «lluvia».
Existe el eMakhuwa propiamente dicho, con los afines eLomwe y eChuwabo, con una pequeña zona de habla eKoti en la costa. En una zona a caballo entre el bajo Zambeze, se habla el sena, que pertenece al mismo grupo que el nyanja, con zonas que hablan los afines ciNyungwe y ciSenga más arriba.
Entre la frontera de Zimbabue y el mar se extiende una amplia zona de habla shona: antiguamente se conocía la variedad ndau, pero actualmente se utiliza la ortografía del shona estándar de Zimbabue. El CiBalke, también llamado Rue o Barwe, que se utiliza en una pequeña zona cerca de la frontera con Zimbabue, es aparentemente similar al shona, pero carece de los patrones tonales de la lengua shona, y sus hablantes lo consideran bastante independiente.
Al sur de esta zona se encuentran las lenguas del grupo tsonga, que también son bastante diferentes. El xiTswa o tswa se da en la costa y en el interior, el xiTsonga o tsonga se extiende por la zona del río Limpopo, incluyendo dialectos locales como el xiHlanganu, el xiN'walungu, el xiBila, el xiHlengwe y el xiDzonga. Esta zona lingüística se extiende hasta la vecina Sudáfrica. También están emparentadas con ellas, pero son distintas, las lenguas GiTonga, BiTonga y CiCopi o Chopi, habladas al norte de la desembocadura del Limpopo, y el XiRonga o Ronga, hablado en la región inmediata a Maputo. Las lenguas de este grupo son, a juzgar por los breves vocabularios, muy vagamente similares al zulú, pero obviamente no pertenecen al mismo grupo inmediato. En Mozambique hay pequeñas zonas de habla suazi y zulú inmediatamente próximas a las fronteras de Suazilandia y KwaZulu-Natal.
Los árabes, chinos e indios hablan principalmente portugués y algo de hindi. Los indios de la India portuguesa hablan cualquiera de los criollos portugueses de su origen, además del portugués, como segunda lengua.

### Religión

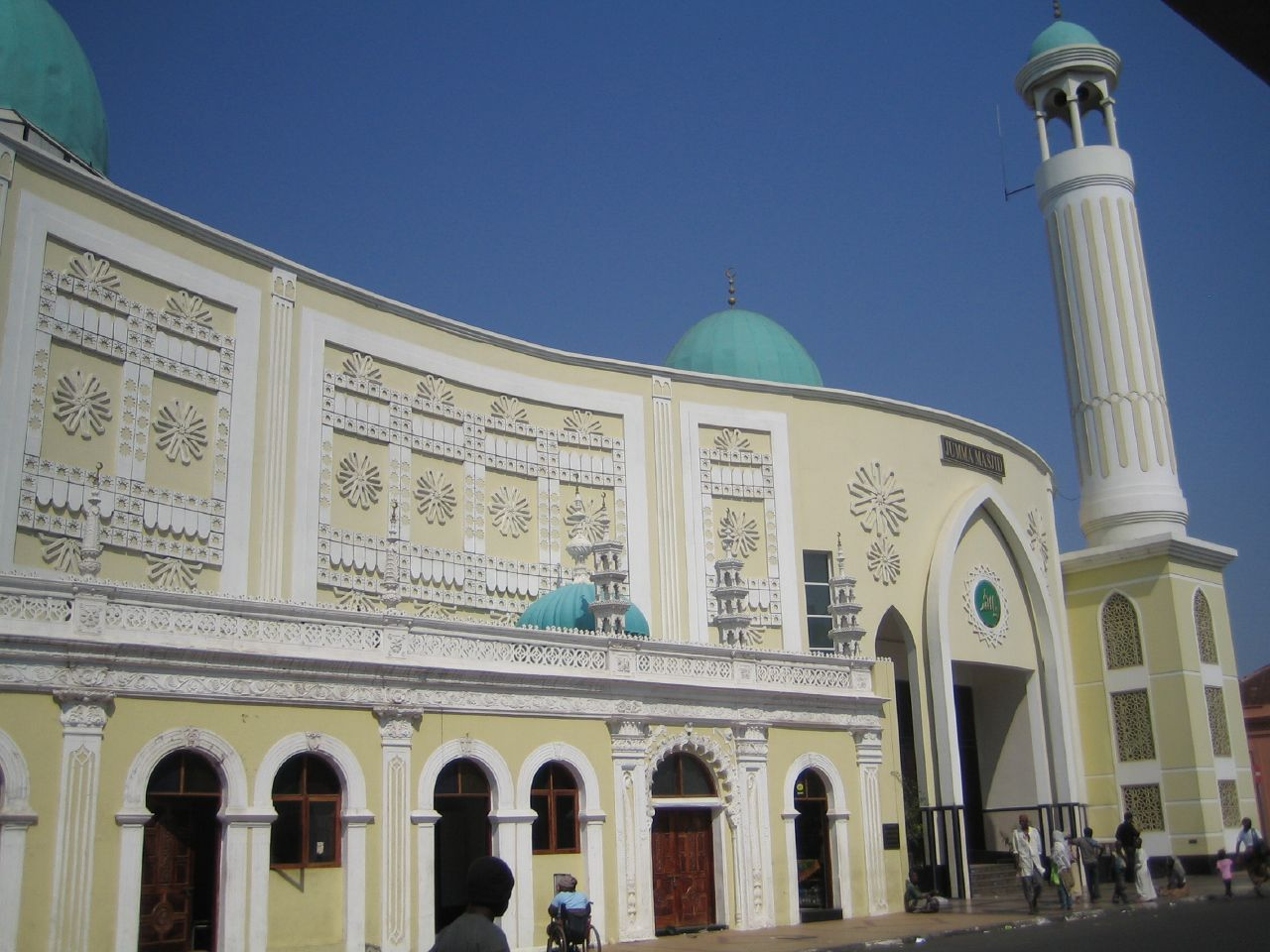
Mezquita de Baixa en Maputo

Antes de la independencia en 1975, casi un tercio de la población era nominalmente cristiana, y un pequeño porcentaje era musulmana. Los misioneros católicos fueron muy activos durante la era colonial, y después de 1926 la Iglesia católica obtuvo subsidios gubernamentales y una posición privilegiada.
Durante el periodo precolonial, hubo asimismo avances de las Iglesias protestante, metodista, metodista africana, anglicana y congregacional, en particular en el norte y en el interior, en Inhambane y Maputo.
Tras la independencia, el gobierno presidido por el Frelimo, pese a permitir oficialmente la libertad de culto, persiguió activamente a más de 20 000 Testigos de Jehová, siendo el énfasis ideológico y político poco favorable al desarrollo de los cultos. Sin embargo, a finales de los años 1980, se cambió ese enfoque y las religiones emergieron como una importante fuerza popular.
En la actualidad, según el censo de 2007, el 28 % de la población es cristiana católica, el 18 % es musulmana, el 27 % se identifica como cristianos evangélicos e independientes (con una fuerte tendencia a incluir componentes de carácter étnico), el 8 % practicaría cultos de componente principalmente étnico, y el 18 % no profesa ninguna religión. Aunque en muchas ciudades no hay comunidades musulmanas, en la región situada entre los ríos Lurio y Rovuma, los musulmanes son la mayoría.
En 1994, el país se adhirió a la Organización de la Conferencia Islámica.
Las principales mezquitas del país y la Iglesia Católica han tratado de eliminar algunas prácticas indígenas tradicionales de sus lugares de culto, instituyendo prácticas que reflejan una interpretación más estricta de los textos sagrados; sin embargo, algunos adherentes cristianos y musulmanes continúan incorporando prácticas y rituales tradicionales, y las autoridades religiosas generalmente han permitido esas prácticas.

### Sanidad
La tasa de fecundidad es de aproximadamente 5,5 nacimientos por mujer. El gasto público en salud fue de 2,7 % del PIB en 2004, mientras que el gasto privado en salud fue de 1,3 % en el mismo año. El gasto en salud per cápita fue de 42 dólares estadounidenses (PPA) en 2004. En la década de los 2000, había 3 médicos por cada 100 000 personas en el país. La mortalidad infantil era de 100 por cada 1000 nacimientos en 2005.
La prevalencia oficial del VIH en Mozambique en 2011 fue del 11,5% de la población de entre 15 y 49 años. En las zonas del sur de Mozambique -las provincias de Maputo y Gaza, así como la ciudad de Maputo- las cifras oficiales son más del doble de la media nacional. En 2011, las autoridades sanitarias estimaron que alrededor de 1,7 millones de mozambiqueños eran seropositivos, de los cuales 600.000 necesitaban tratamiento antirretroviral. En diciembre de 2011, 240.000 recibían dicho tratamiento, que aumentó a 416.000 en marzo de 2014, según las autoridades sanitarias. Según el Informe de ONUSIDA de 2011, la epidemia de VIH/sida en Mozambique parece estar estabilizándose.

### Educación

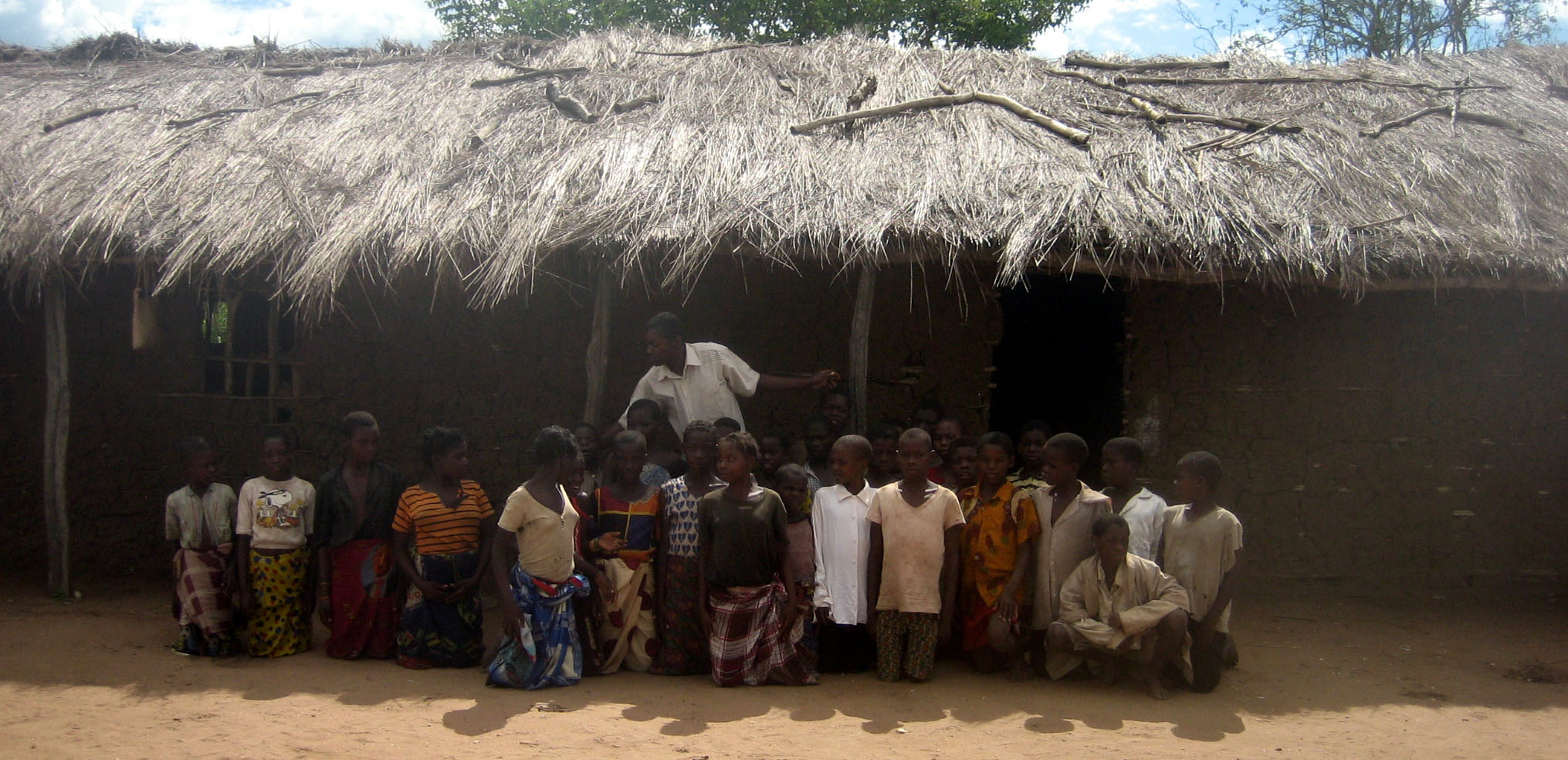
Estudiantes de una escuela rural de Mozambique.

Desde la independencia de Portugal en 1975, el aumento de la matrícula escolar y la formación del profesorado no han ido a la par con el aumento de la población. Sobre todo después de la guerra civil mozambiqueña, con una matrícula posterior a la guerra con máximos históricos debido a la estabilidad y el crecimiento de la población joven, pero complicando la calidad de la educación.
Todos los mozambiqueños están obligados por ley a asistir a la escuela a través de la enseñanza primaria; sin embargo, una gran cantidad de niños en Mozambique no van a la escuela por falta de recursos y de infraestructura básica. En 2007, un millón de niños todavía no iba a la escuela, la mayoría de ellos provenientes de familias rurales pobres, y casi la mitad de todos los docentes en Mozambique todavía no estaban debidamente preparados. La matrícula de niñas aumentó de 3 millones en 2002, a 4,1 millones en 2006, mientras que la tasa de finalización se incrementó de 31.000 a 90.000, lo que demuestra un grado de finalización muy pobre aún. La tasa de estudios no finalizados es aún mayor en las mujeres.
Después del 7.º grado, los estudiantes deben realizar exámenes estandarizados nacionales para entrar en la escuela secundaria, es decir, del 8.º al 10° grado. El espacio en las universidades de Mozambique es extremadamente limitado, por lo que la mayoría de los estudiantes que finalizan la escuela preuniversitaria no toman de inmediato los estudios universitarios. Muchos van a trabajar como profesores o están desempleados. También hay institutos que dan una formación más profesional, especializada en actividades agrícolas, técnicas o pedagógicas, a la que los estudiantes pueden asistir después del décimo grado, en lugar de ir a una escuela preuniversitaria. El mayor y más antiguo centro universitario del país es la Universidad Eduardo Mondlane, nombrada en honor al líder Eduardo Mondlane, situada en la capital Maputo y con unos 8000 estudiantes.

## Cultura

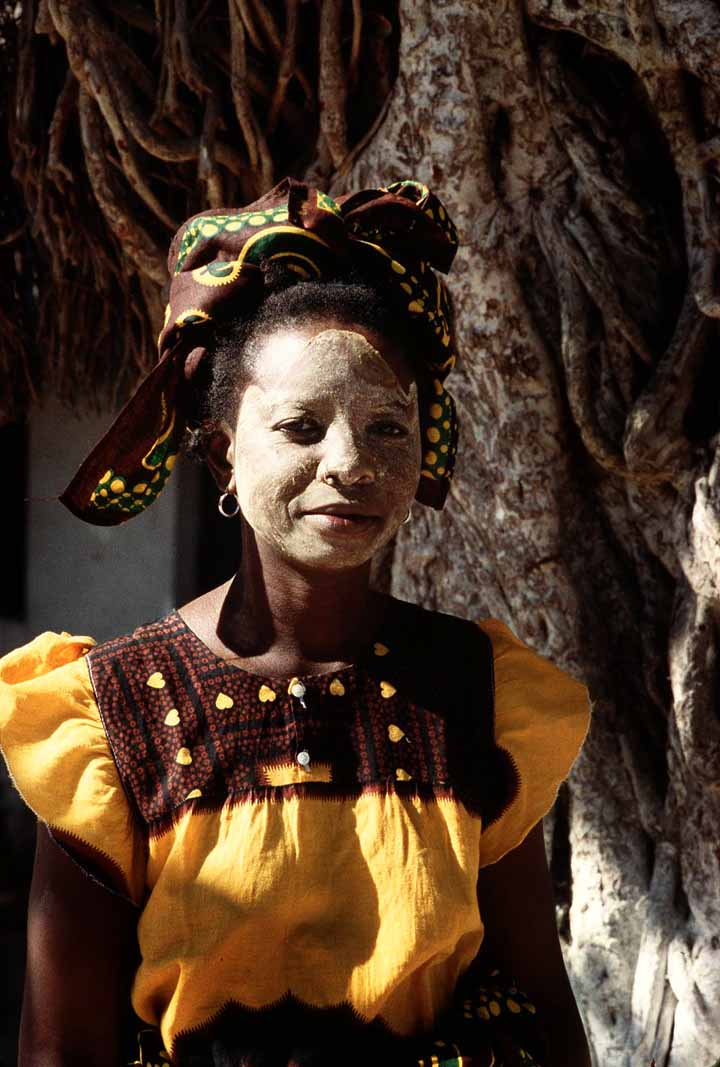
Mujer con atuendo y maquillaje tradicionales mozambiqueños.

### Literatura
Desde principios del siglo XX, escritores y periodistas africanos publicaron su propio periódico en la capital, O Africano (luego rebautizado bajo el nombre de O Brado Africano), el cual suministró un espacio de discusión para los intelectuales durante décadas.
También son autores relevantes Mia Couto y Paulina Chiziane.
La literatura mozambiqueña se desarrolló aún más durante el periodo colonial, abordando temas nacionalistas. Los escritores más importantes de esta fase fueron Rui de Noronha y Noémia de Sousa. José Craveirinha comenzó su carrera literaria en los años 40, tratando en sus poemas temas de la realidad social de los mozambiqueños. Se le considera el poeta mozambiqueño más importante. El poeta José Craveirinha, autor de Chigubo y de Karingana ua karingana (Había una vez), fue galardonado con el Premio Camões en 1991.
Mia Couto, que también ganó el Premio Camões en 2013, es una de las principales escritoras de la época contemporánea en Mozambique. Nacido en Beira, recibió el Premio Literario Internacional Neustadt en 2014, siendo uno de los dos únicos escritores de habla portuguesa en recibir tal distinción.
Se ha sostenido que una parte importante de la producción literaria mozambiqueña se debe a los poetas de la llamada «literatura europea». Estos poetas son los que, siendo étnicamente caucásicos, centran todos o casi todos los temas de sus obras en los problemas cotidianos de Mozambique, ejerciendo una importante influencia en la identidad nacional del país. Alberto de Lacerda, Reinaldo Ferreira, Glória Sant'Anna, António Quadros, Sebastião Alba y Luis Carlos Patraquim son algunos de los  escritores pertenecientes a este grupo literario.

### Arte
Los makonde son conocidos por sus tallas en madera y sus elaboradas máscaras, que suelen utilizarse en las danzas tradicionales. Hay dos tipos diferentes de tallas en madera: los shetani, (espíritus malignos), que en su mayoría están tallados en ébano pesado, alto y elegantemente curvado con símbolos y rostros no representativos; y los ujamaa, que son tallas de tipo tótem que ilustran rostros realistas de personas y figuras diversas. Estas esculturas suelen denominarse «árboles genealógicos» porque cuentan historias de muchas generaciones.
Durante los últimos años del periodo colonial, el arte mozambiqueño reflejó la opresión del poder colonial y se convirtió en un símbolo de resistencia. Tras la independencia, en 1975, el arte moderno entró en una nueva fase. Los dos artistas mozambiqueños contemporáneos más conocidos e influyentes son el pintor Malangatana Ngwenya y el escultor Alberto Chissano. Gran parte del arte posterior a la independencia de los años 80 y 90 refleja la lucha política, la guerra civil, el sufrimiento, el hambre y la lucha.
Las danzas suelen ser tradiciones intrincadas y muy desarrolladas en todo Mozambique. Hay muchos tipos diferentes de danzas de tribu a tribu que suelen ser de carácter ritual. Los Chopi, por ejemplo, representan batallas vestidos con pieles de animales. Los hombres de Makua se visten con coloridos trajes y máscaras mientras bailan sobre zancos alrededor del pueblo durante horas. Los grupos de mujeres del norte del país bailan una danza tradicional llamada tufo, para celebrar las fiestas islámicas.

### Gastronomía
Con una presencia de casi 500 años en el país, los portugueses han influido mucho en la cocina mozambiqueña. Los portugueses introdujeron productos básicos y cultivos como la yuca (una raíz amilácea de origen brasileño) y los anacardos (también de origen brasileño, aunque Mozambique fue en su día el mayor productor de estos frutos secos), y el pãozinho (pronunciado [pɐ̃wˈzĩɲu], bollos franceses al estilo portugués). Los portugueses introdujeron el uso de especias y condimentos como el laurel, el chile, el cilantro fresco, el ajo, la cebolla, el pimentón, los pimientos rojos dulces y el vino, así como el maíz, el mijo, las patatas, el arroz, el sorgo y la caña de azúcar. La espetada, el popular inteiro com piripiri (pollo entero en salsa piri-piri), el prego (rollo de carne), el pudim (pudín) y los rissóis (camarones rebozados) son platos portugueses que se consumen habitualmente en el actual Mozambique.

### Bellas artes
El pintor Malangatana Valente Ngwenya, conocido como Malangatana, es un artista de renombre internacional, habiendo sido incluso nombrado Artista de la Unesco para la Paz.  El escultor Alberto Chissano fue un pionero de la escultura moderna en madera en Mozambique, es considerado, junto con Malangatana, uno de los artistas más importantes e influyentes de Mozambique.

### Medios de comunicación
Los medios de comunicación mozambiqueños están muy influenciados por el gobierno.
Los periódicos tienen un índice de circulación relativamente bajo, debido a los elevados precios de los periódicos y a los bajos índices de alfabetización. Entre los periódicos de mayor circulación se encuentran los diarios controlados por el Estado, como Noticias y Diário de Moçambique, y el semanario Domingo. Su circulación se limita principalmente a Maputo. La mayor parte de la financiación y de los ingresos publicitarios se destina a los periódicos progubernamentales. Sin embargo, el número de periódicos privados con opiniones críticas con el gobierno ha aumentado significativamente en los últimos años.
Los programas de radio son la forma más influyente de los medios de comunicación en el país debido a su facilidad de acceso. Las emisoras de radio estatales son más populares que los medios de comunicación privados. Un ejemplo de ello es la emisora gubernamental Rádio Moçambique, la más popular del país, creada poco después de la independencia de Mozambique.
Las cadenas de televisión que ven los mozambiqueños son STV, TIM y TVM Televisão Moçambique. A través del cable y el satélite, los espectadores pueden acceder a otras decenas de canales africanos, asiáticos, brasileños y europeos.

### Música
La música de Mozambique tiene muchos fines, desde la expresión religiosa hasta las ceremonias tradicionales. Los instrumentos musicales suelen estar hechos a mano. Algunos de los instrumentos utilizados en la expresión musical mozambiqueña son los tambores de madera y piel de animal; el lupembe, un instrumento de viento fabricado con cuernos de animal o madera; y la marimba, que es una especie de xilófono originario de Mozambique y otras partes de África. La marimba es un instrumento muy popular entre los Chopi de la costa sur-central, famosos por su habilidad musical y sus bailes.
La música de Mozambique recuerda  a muchos o es similar al reggae y al calipso de las Antillas. Otros tipos de música son populares en Mozambique, como la marrabenta, el kwaito, el afrobeat y otras formas musicales lusófonas como el fado, la bossa nova, la kizomba y la semba.

### Festividades
| Fecha            | Nombre en castellano                              | Nombre local (en portugués)                   | Notas                                                           |
| ---------------- | ------------------------------------------------- | --------------------------------------------- | --------------------------------------------------------------- |
| 1 de enero       | Día de la fraternidad universal                   | Dia da Fraternidade universal                 |                                                                 |
| 3 de febrero     | Día de los Héroes Mozambiqueños                   | Dia dos Heróis Moçambicanos                   | En homenaje a Eduardo Mondlane                                  |
| 7 de abril       | Día de la mujer mozambiqueña                      | Dia da Mulher Moçambicana                     | En homenaje a Josina Machel                                     |
| 1 de mayo        | Día internacional del Trabajo                     | Dia Internacional dos Trabalhadores           |                                                                 |
| 25 de junio      | Día de la independencia Nacional                  | Dia da Independência Nacional                 |                                                                 |
| 7 de septiembre  | Día de la Victoria                                | Dia da Vitória                                |                                                                 |
| 25 de septiembre | Día de las fuerzas armadas de liberación Nacional | Dia das Forças Armadas de Libertação Nacional | En homenaje al inicio de la lucha armada de Liberación Nacional |
| 4 de octubre     | Día de la Paz a la Reconciliación                 | Dia da Paz e da Reconciliação                 | En homenaje al acuerdo general de Paz                           |
| 25 de diciembre  | Día de la Familia                                 | Dia da Família                                |                                                                 |

## Deportes
Aunque uno de los principales deportes del país es el fútbol, su selección nacional, controlada por la Federación Mozambiqueña de Fútbol, nunca se ha clasificado a una Copa Mundial ni a unos Juegos Olímpicos. Sus partidos internacionales los ha disputado en el marco de la Copa de África, campeonato en el que participó en 1986, 1996 y 1998.
Algunos futbolistas nacidos en Mozambique que nunca vistieron la camiseta nacional son Eusebio, Carlos Queiroz y Abel Xavier.
En los Juegos Olímpicos, sus atletas tampoco han tenido actuaciones destacadas, lo cual ha comenzado a cambiar tras el fin de la guerra civil. Las únicas medallas olímpicas ganadas por el país son la de bronce en Atlanta 1996, y la de oro en Sídney 2000, ambas en la prueba de 800 metros lisos, logradas por la corredora Maria de Lurdes Mutola.
Angola y Mozambique tienen los dos seleccionados nacionales de Hockey sobre Patines más destacadas de África.

## Transporte
Los medios de transporte en Mozambique son el ferrocarril, el uso de carreteras, por vía marítima y por vía aérea.
Hay más de 30.000 km de carreteras, pero gran parte de la red está sin asfaltar. Al igual que sus vecinos de la Commonwealth, el tráfico circula por la izquierda.

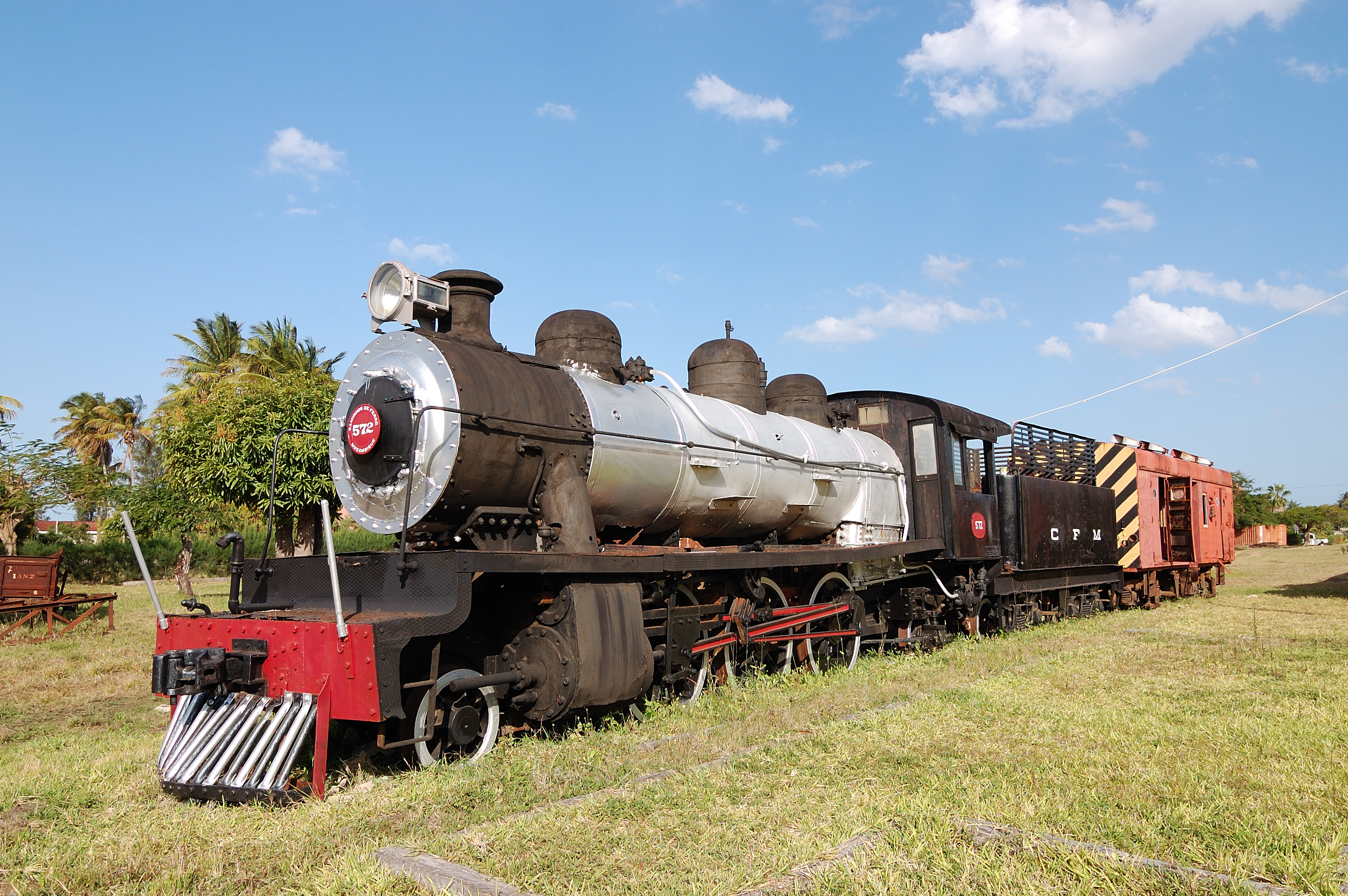
Locomotora a vapor en Inhambane

Hay un aeropuerto internacional en Maputo, otros 21 aeropuertos pavimentados y más de 100 pistas de aterrizaje sin pavimentar.
En la costa del océano Índico hay varios grandes puertos marítimos, como Nacala, Beira y Maputo, y se están desarrollando otros puertos. Hay 3.750 km de vías navegables interiores. Hay enlaces ferroviarios que dan servicio a las principales ciudades y conectan el país con Malaui, Zimbabue y Sudáfrica. El sistema ferroviario mozambiqueño se desarrolló a lo largo de más de un siglo a partir de tres puertos diferentes en el océano Índico que servían de terminales para líneas separadas hacia el interior del país. Los ferrocarriles fueron objetivos importantes durante la guerra civil mozambiqueña, fueron saboteados por la RENAMO y están siendo rehabilitados. Una autoridad paraestatal, Portos e Caminhos de Ferro de Moçambique (abreviado CFM; en inglés- Mozambique Ports and Railways), supervisa el sistema ferroviario de Mozambique y sus puertos conectados, pero la gestión se ha externalizado en gran medida. Cada línea tiene su propio corredor de desarrollo.
En 2005 había 3.123 km de vías férreas, que constaban de 2.983 km de ancho de vía de 1.067 mm (3 pies 6 pulgadas), compatibles con los sistemas ferroviarios vecinos, y una línea de 140 km de ancho de vía de 762 mm (2 pies 6 pulgadas), el Ferrocarril de Gaza. La vía férrea central Beira-Bulawayo y la ruta ferroviaria Sena enlazan el puerto de Beira con los países sin litoral de Malaui, Zambia y Zimbabue. Al norte, el puerto de Nacala también está conectado por el ferrocarril de Nacala con Malaui, y al sur, el puerto de Maputo está conectado por el ferrocarril de Limpopo, el ferrocarril de Goba y el ferrocarril de Ressano García con Zimbabue, Esuatini y Sudáfrica. Estas redes sólo se interconectan a través de los países vecinos. Está previsto que en 2010 entre en servicio una nueva ruta para el transporte de carbón entre Tete y Beira, y en agosto de 2010, Mozambique y Botsuana firmaron un memorando de entendimiento para desarrollar un ferrocarril de 1.100 km a través de Zimbabue, para transportar carbón desde Serule, en Botsuana, hasta un puerto de aguas profundas en Techobanine Point, en Mozambique.
El material rodante más nuevo ha sido suministrado por el taller indio Golden Rock, que utiliza acopladores de amortiguación central (AAR) y frenos de aire.

## Medios
Existen diferentes películas o documentales que hablan de Mozambique:
- A ponte: uma história do ferryboat Bagamoyo.